# وجدة
وجدة (بالأمازيغية: ⵓⵊⴷⴰ) مدينة مغربية تقع في عمالة وجدة أنكاد وهي عاصمة جهة الشرق وأكبر مدينة بالجهة وتستضيف مقرها الرئيسي، تقع في شمال شرق المملكة على الحدود المغربية الجزائرية، إذ لا تبعد عن المركز الحدودي زوج بغال إلا بحوالي 14 كلم، وبذلك تعتبر مدينة حدودية بامتياز. وتبعد 60 كلم عن ساحل البحر الأبيض المتوسط. في 1 يناير 1994 احتفلت وجدة بألفيتها الأولى. تم اختيارها عاصمة الثقافة العربية لسنة 2018.
تقع على الطريق رقم 19 المتجهة إلى فكيك، والطريق الرئيسية رقم 6 التي تربط الدار البيضاء، فاس ووجدة نحو الحدود مع الجزائر. تمتد وجدة على مسافة 600 كلم².
تتبع لعمالة وجدة أنجاد ثماني جماعات قروية وهي: أهل أنكاد، عين صفا، بني خالد، إسلي، لبصارة، مستفركي، سيدي بولنوار، سيدي موسى لمهاية، وثلاث جماعات حضرية وهي: وجدة وبني درار والنعيمة.

## تاريخ

### أصل التسمية
هناك اختلاف حول أصل تسميتها، فريق من الباحثين يذهبون إلى أن اسمها مشتق من كلمة «وجدات» أي الكمائن التي كان يقوم بها العصاة والمتمردون وقطاع الطرق لتجار القوافل. والشائع أن اسمها مرتبط بحدث تاريخي يتمثل في مطاردة سليمان الشماخ الذي اغتال السلطان إدريس الأول بأمر من العباسيين الذين أرسلوه في مهمة خاصة لتصفية المولى إدريس الأول الذي أسس إمارة مستقلة عن الحكم العباسي في المغرب. فدس السم للمولى إدريس وفر عائدا نحو المشرق إلا أن المغاربة اقتفوا أثره ووجدوه في مكان غير بعيد من وجدة الحالية وقتلوه لهذا سميت وجدة. ويذهب بعض الباحثين إلى أن جزءا كبيرا من سكان حصن وجدة من أرض خيبر قد نزح إلى شمال أفريقيا.

### التأسيس
ارتبطت مدينة وجدة منذ العصور القديمة بجارتها مدينة تلمسان التي كانت تعد حاضرة المغرب الاوسط، ويعود تأسيس وجدة على يد الزعيم المغراوي زيري بن عطية الذي استطاع أن يؤسس مملكة في المغرب الأقصى وكان في صراع مفتوح مع المنصور بن أبي عامر في الأندلس، والفاطميين وأنصارهم من الصنهاجيين في المغرب الاوسط.
في هذه الظروف السياسية الصعبة، فإن زيري بن عطية -وحسب أغلب الروايات التاريخية- فكر في ضرورة توسيع مملكته شرق عاصمته فاس وحماية ظهره من كل الأخطار المحدقة به من الناحية الشرقية، لهذا قرر بناء مدينة وجدة في شهر رجب سنة 384 هـ / 994 م. وقد قام بتحصين المدينة عبر إحاطتها بالأسوار العالية والأبواب التي كان يتحكم الحراس في فتحها وإغلاقها.
فتحها يوسف بن تاشفين بعساكره المرابطين في حملته في بلاد المغرب الاوسط سنة 1073.

### المرينيين

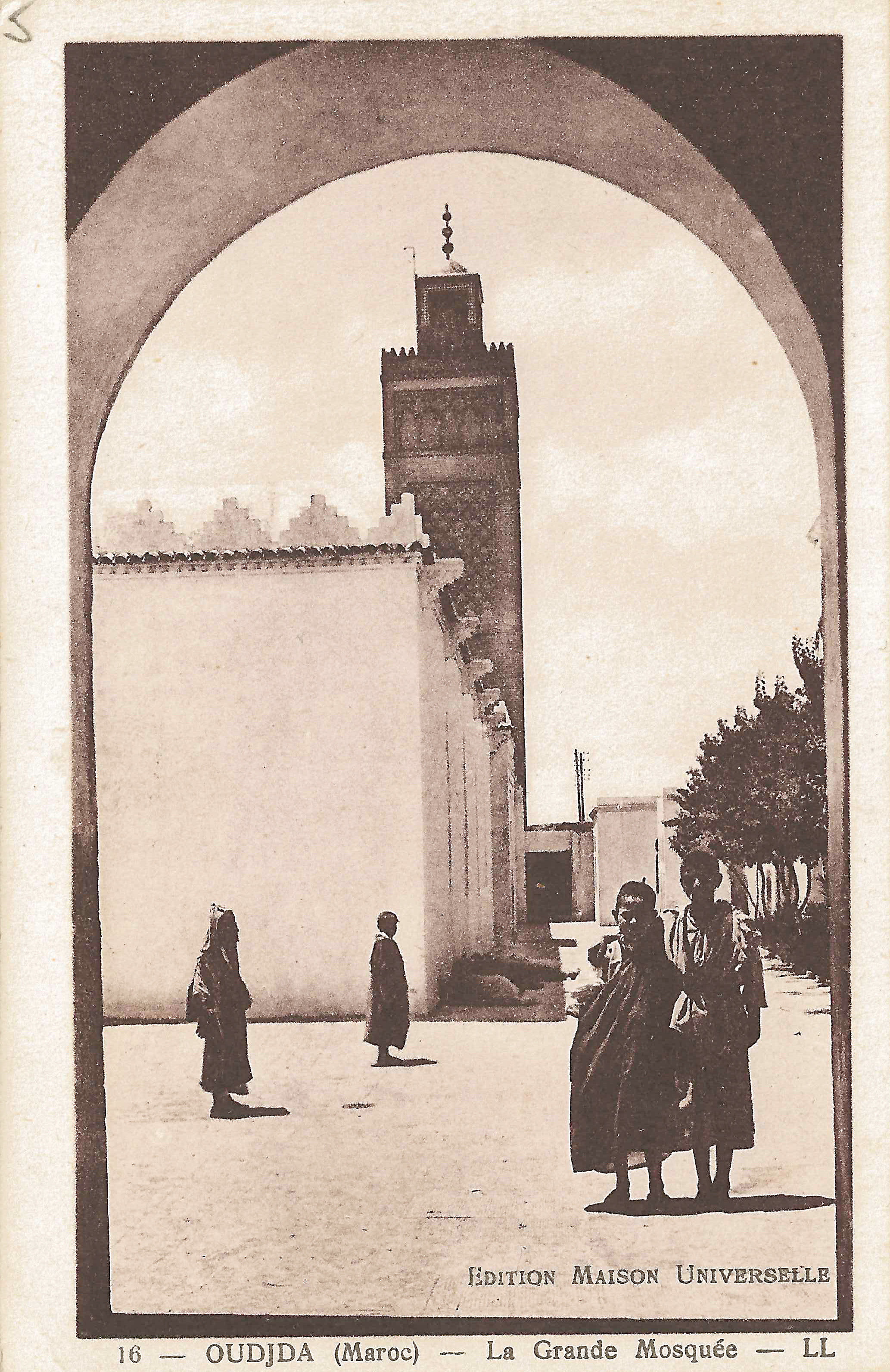
المسجد الأعظم المعروف حاليا بالمسجد الكبير، بداية القرن العشرين. تم بنائه في عهد أبي يوسف يعقوب المريني سنة 1296م على مساحة 1300 متر مربع. وتم ترميم جهته الغربية سنة 1880م وإضافة مرافق أخرى على إثر زيارة السلطان سنة 1934م.

يروي ابن خلدون عن التخريب الذي طال المدينة سنة 670 هـ/1272 م بعد أن دخل السلطان أبو يوسف يعقوب المريني على وجدة 
| وجدة | أقام السلطان أبو يوسف على وجدة حتى خربها وأصرع بالتراب أسوارها وألصق بالرغام جدرانها | وجدة |

.
تبوأت المدينة مكانتها السياسية والاستراتيجية على عهد بني مرين الذين كانوا في صراع دائم مع أمراء بني عبد الواد المستقرين في تلمسان. عند انشغال أبي بكر بن عبد الحق مؤسس الدولة المرينية بمحاصرة مدينة فاس استغل يغمراسن بن زيان انشغاله بحصار فاس فسار يريد الاستيلاء على تازة، لكن أبا بكر التقى به عند وجدة وهزمه فعاد يغمراسن إلى تلمسان. اشتعل المغرب الأوسط في هذه الآونة نارا سبب مهاجمة مرين مراكز أعدائهم وخصومهم الملتجئين إلى تلمسان، المحتمين بملوكها، فنزل السلطان أبو سعيد المرينى مدينة وجدة واكتسح بسائط تلمسان.

### الإيالة الشريفة
وضعها كمدينة حدودية مع الأتراك في الجزائر عرضها لحروب عنيفة، وتخريب أسوارها التحصينية على عهد السعديين الذين هبوا لاسترجاعها من العثمانيين. استرجعها المولى إسماعيل من العثمانيين سنة 1692، واستعادها العثمانيون في القرن التالي.
سنة 1664 وعلى مشارف مدينة وجدة، اقتتل أبناء مولاي علي الشريف، محمد والرشيد، بعد أن نزل هذا الأخير مدينة وجدة وانضم إليه عرب أنكاد وعرب الشجع، ولما علم أخوه محمد بن الشريف بذلك، تخوف من زحفه عليه، فقرر مقاتلته، وجمع جيشه وجاء إلى ناحية أنكاد قرب وجدة حيث وقعت مواجهة بين الطرفين، انهزم على إثرها محمد.
عين أبو القاسم الزياني سنة 1206 هـ /1792م كوالي على مدينة وجدة بالإكراه من السلطان مولاي سليمان.

### ثورة بوحمارة

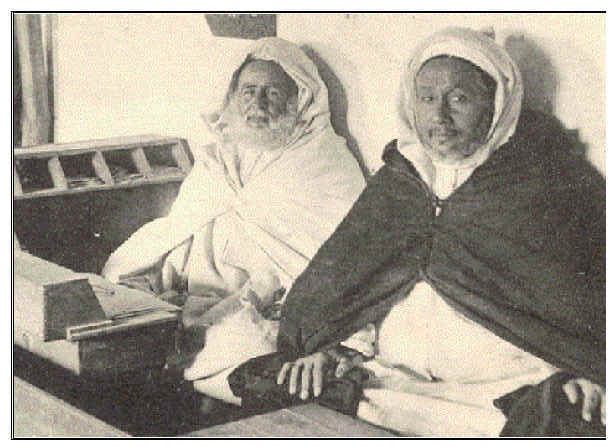
مكتب الجمارك، سيطر على نشاط التجارة الخارجية للمغرب الأقصى عن طريق البر في الجهة الشرقية، بعد سنة من دخول الاستعمار تم طرد الموظفين وتعيين فرنسيين. وجدة 1907

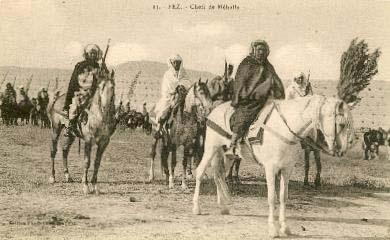
قائد محلة ومجموعة مقاتلين بعد دخول فرنسا الجهة الشرقية.

خلال ثورة الروكي بوحمارة انقسمت قبائل المنطقة بين «روكيين» و«محمديين»، فساندت قبيلة المهاية، وهي من الأثبج الهلاليين، ثورة بوحمارة وأغارت على مدينة وجدة سنة 1886 م بقيادة الحاج السهلي وتغلبت على قبائل أولاد علي بن طلحة وأجبرت عامل وجدة آنذاك، عبد المالك السعدي على الفرار قاصدا الأراضي الجزائرية فمنعته إياها القوات الفرنسية. فقامت ضد المهاية جميع القبائل المساندة للسلطان ومنهم الحاج محمد الصغير ولد البشير على رأس بنو يزناسن وأجبرو زعماء المهاية على اللجوء إلى الأراضي الجزائرية. وعلى إثرها أرسل السلطان الحسن الأول شريف وزان مولاي عبد السلام رئيس زاوية مولاي الطيب لفك النزاع بين المهاية وأهل أنكاد.

### دخول فرنسا وجدة
ظلت مدينة وجدة تتأثر بموقعها الحدودي طيلة تاريخها الذي يتجاوز ألف سنة. وظهر هذا جليا بعد الاستعمار الفرنسي للجزائر، فقد كان على مدينة وجدة وساكنتها احتضان المقاومة الجزائرية ودعمهم بالمال والسلاح خاصة على عهد الأمير عبد القادر الجزائري. تم احتلالها في 1844 والمرة الثانية في 1859 والمرة الأخيرة في 1907 حيث بقيت قواتهم نهائيا بها حتى الاستقلال.
وتطبيقا لبنود معاهدة واد راس مع مملكة إسبانيا، كلف السلطان محمد الرابع في ديسمبر 1861م، أخاه العباس وابن عمه محمد بن عبد الجبار إضافة لمجموعة من القياد المخزنيين في المنطقة الشرقية، عامل وجدة أحمد الداودي وقايد بنو يزناسن ميمون ولد البشير أمسعود وقايد قبائل أرحى، بتأمين الحدود من الجانب المغربي.
وقد اقتنعت فرنسا أن مدينة وجدة هي الحلقة الأولى لاحتلال المغرب والسيطرة على الشمال الإفريقي والقضاء على القواعد الخلفية للمقاومة الجزائرية. فقامت بالضغط على المدينة بدعوى ملاحقة العناصر الثائرة ضد فرنسا، مما جعلها تدخل في حرب مع المخزن المغربي في معركة إسلي عام 1844 م والتي انتهت بهزيمة كبيرة للمغاربة. وأجبرت فرنسا المغرب على توقيع معاهدة للا مغنية في نفس السنة، وكان من أهم بنودها رسم الحدود بين الدولة المغربية والجزائر المستعمرة. فتم الاتفاق على أن تمتد الحدود من قلعة عجرود (السعيدية حاليا) إلى ثنية الساسي. دخل الجيش الفرنسي تحت قيادة ليوطي إلى وجدة في 24 مارس 1907، واستسلم زعماء قبائل بني يزناسن بعد مقاومتهم للاحتلال لعدة شهور.

### الحرب العالمية الثانية
هناك حدث تاريخي هام عاشته وجدة خلال الحرب العالمية الثانية، إذ نزلت بها قوات أمريكية هائلة (Fifth United States Army [الإنجليزية]) تحت قيادة الجنرال المشهور جون باتون  الذي حاول تقليد الماريشال رومل الألماني في قتاله. وكان الأمريكيون نزلوا بوجدة للتوجه إلى ليبيا لمحاربة فيلق الصحراء الشهير. ووجود قوات أمريكية بذاك الحجم آنذاك في مدينة كانت إلى حين هادئة أثر فيها وأصبح حديث الناس ونكتهم بل وتقليدهم. أما تجار يهود وجدة المغاربة فقد استغلوا كثيرا من هذه الإقامة الاضطرارية التي نزلت عليهم من السماء.

### أحداث 1948
بين 07-08 يونيو سنة 1948 ذُبح 48 يهوديا وجرح 150 منهم في وجدة وجرادة، بعد انحياز بعض أفراد الجالية اليهودية على وجه العموم، والطبقة الوسطى منهم بصفة خاصة، إلى جانب المستعمرين في مقاومة الاستقلال. كما يرجع السبب إلى قيام الحاكم العسكري الفرنسي روني برونل بتحريض بعض المتحمسين ضد يهود وجدة، وذلك لأجل دفعهم للهجرة إلى إسرائيل بتنسيق سري مع الوكالة اليهودية العالمية.

### شخصيات ومؤتمرات مهمة في وجدة
عرفت المدينة زيارات مهمة لشخصيات عربية وأجنبية بارزة، خلال حرب التحرير الجزائرية اتخذها الرئيس الجزائري هواري بومدين كقاعدة خلفية لمساندة الثورة، كما ولد وترعرع بها الرئيس الجزائري السابق عبد العزيز بوتفليقة الذي أمضى فيها جزءا هاما من طفولته وحياته السياسية. أقام بها القائد معمر القذافي الذي قدم إليها لإقامة اتفاقية الاتحاد العربي الأفريقي مع الملك الحسن الثاني في أغسطس 1984. كما زارها الرئيس الجزائري الشاذلي بن جديد والعاهل السعودي فهد بن عبد العزيز.
في 11 يوليو حل الرئيس الإسباني خوسيه لويس ثباتيرو في زيارة رسمية بوجدة بعد التوتر الذي وقع بعد زيارة الملك خوان كارلوس لمدينتي سبتة ومليلية، ما دفع المغرب إلى استدعاء سفيره بمدريد قصد التشاور لمدة غير محددة.
بين 15 و17 ابريل 2008 انعقد المؤتمر الدولي للغة العربية والتنمية البشرية بوجدة، شارك فيه أزيد من 50 باحثا من 20 دولة  من بينها الإمارات العربية المتحدة والأردن ومصر والجزائر وسلطنة عمان وإيران ولبنان لتكثيف الضغوط على أصحاب القرار السياسي بالعالم العربي لتعريب التعليم والإدارة والحياة العامة بجميع قطاعاتها، كما كرم فيه عالم اللسانيات تمام حسان.

### أزمة عمدة المدينة
في الانتخابات الجماعية المغربية سنة 2009 اكتسح حزب العدالة والتنمية غالبية الأصوت، مما اهله للسيطرة على مجلس البلدية، لكن ممارسة الضغط من قبل السلطات الأمنية على حلفائه، حسب ما يعتقد البعض، وبعد سلسلة من التأجيلات قال مراقبون إنها تهدف لإتاحة الفرصة للجهات الأمنية لتكسير تحالف الأغلبية، شهدت خلالها المدينة مضايقات أمنية. حاصر رجال الأمن بيت زعيم التحالف، عبد العزيز أفتاتي، الذي كان يتواجد فيه 22 من العدالة والتنمية، رفقة 12 من المتحالفين، بعد حصار دام قرابة أربع ساعات، اعتقلت السلطات 12 عضوا اقتادهم للتحقيق، معتبر أنهم محتجزين أو مهربين من العدالة والتنمية، بعد أن تقدم حزب الأصالة والمعاصرة والحركة الشعبية بشكاية في الموضوع، واضطر وكيل الملك لإصدار أوامره قصد تسليم هؤلاء والتحقيق معهم. تم تسليم عمدة المدينة إلى عمر حجيرة في يوم الجمعة 3 يوليو 2009، وذلك بحصوله على 36 صوتا، في حين حصل عبد الله الهامل عن العدالة والتنمية على 27 صوتا. حصلت على اثرها مصادمات.

## جغرافية المدينة

### الموقع
تقع مدينة وجدة في أقصى شرق شمال المغرب، على مساحة 350 كيلومترا مربعا، ويصل عدد سكانها حسب إحصاء 2006 إلى 488.0452 نسمة، بكثافة تصل إلى 357 نسمة في الكيلومتر المربع، وتقع على مقربة من الحدود المغربية الجزائرية، إذ إنها لا تبعد عن المركز الحدودي زوج بغال إلا بحوالي 14 كلم، وبذلك تعتبر مدينة حدودية بامتياز، كما أنها تبعد بحوالي 60 كيلومترا عن البحر الأبيض المتوسط.
تعتبر وجدة عاصمة الجهة الشرقية وتأوي مقرها الرئيسي.. وتقع على الطريق الوطنية رقم 19 المتجهة إلى فكيك، والطريق الرئيسية رقم 6 التي تربط الدار البيضاء، فاس ووجدة نحو الحدود مع الجزائر. تمتد وجدة على مسافة 600 كم2، وهي تتكون من ثماني جماعات قروية هي: أهل أنكاد، عين صفا، بني خالد، إسلي، لبصارة، مستفركي، سيدي بولنوار، سيدي موسى لمهاية.

### المناخ

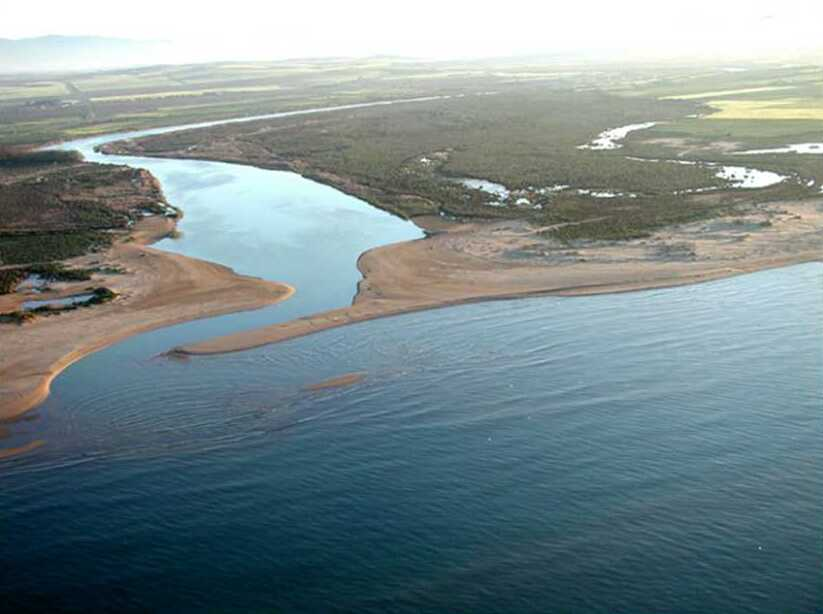
نهر ملوية

تقع المدينة في منبسط سهل أنكاد الذي يتميز بمناخ البحر الأبيض المتوسط البارد والممطر شتاء والحار صيفا. متوسط درجات الحرارة السنوية تتراوح بين 15 درجة مئوية و 20 درجة مئوية. قد تتجاوز تلك القصوى 40 °C ومعدل التساقطات ما بين 350 و 500 ملم في السنة. وقد وصفت عدة الكتب التاريخية والجغرافية التي اهتمت بالمدينة بكونها ذات منتوجات متنوعة وبساتين ممتدة وثروة حيوانية وافرة. ولا شك أن هذا الغنى الطبيعي لهذه المدينة مرده للفرشة المائية الكبيرة جدا والتي كانت إلى عهد قريب ذات مستوى سطحي، فانبثقت عنها عدة عيون مثل عين طايرت وواحة سيدي يحي وعدة عيون في بوشطاط وواد إسلي.

### المياه
يمثل نهر ملوية أهم مجرى مائي، إلى جانب وديان أخرى أقل أهمية منه كواد زا ووادي اسلي ويعتمد على مجموعة من السدود لتخزين المياه والعمل على إعادة توزيعها بشكل ملائم.
تتولى الوكالة المستقلة لتوزيع الماء والكهرباء بوجدة منذ يونيو 1976 توزيع الماء الشروب بمدينة وجدة وإنتاج جزء من حاجيات المدينة، بينما الجزء الآخر ينتجه المكتب الوطني للماءالصالح للشرب؛ وابتداء من أكتوبر 2001 أصبحت الوكالة مكلفةً أيضا بتدبير شبكة التطهير السائل بالمدينة.

## سكان المدينة

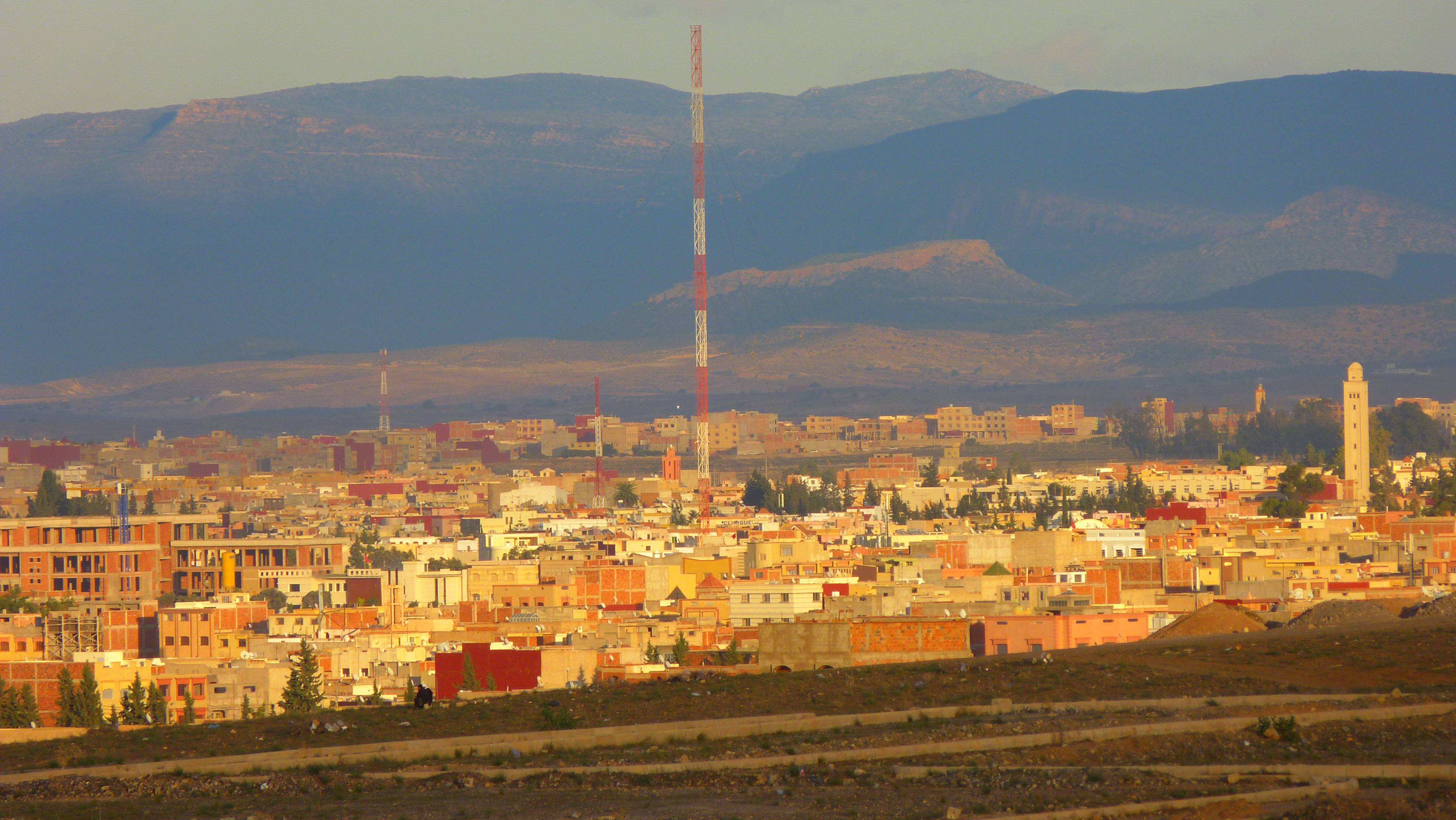
منظر عام للمدينة

ظلت المدينة لفترات طويلة مقرا لاستقرار قبائل زناتة، ثم القبائل العربية التي وفدت على المدينة مع بداية الفتح الإسلامي للبلاد. بدخول فروع قبائل بني هلال، التي سيطرت على المنطقة لفترات عديدة خلفت صراعات كبيرة بسبب الفوضى والاضطرابات الدائمة مع سلاطين المغرب بدأً من الموحدين وانتهائا بالعلويين، عرفت المنطقة تنقلات ونزوح للقبائل الأخرى بسبب قوة عرب هلال.
أبو عبيد البكري والبيذق أقدم إشارتين وردتا بصدد ساكنة وجدة، لكن البكري لم يحدد بشكل واضح الاثنيات المكونة لحضريي وجدة بل اقتصر على وصف اثر النعمة على أجسامهم:
| وجدة | بينها وبين تلمسان ثلاث مراحل، وهي مدينة كبيرة مشهورة قديمة كثيرة البساتين والجنات والمزدرعات والمياه والعيون، طيبة الهواء جيدة الغذاء، يمتاز أهلها من غيرهم بنضارة ألوانهم وتنعم أجسامهم، ومراعيها أنجع المراعي وأصلحها للسائمة، يذكر أنه يوجد في شاة من شياههم مائتا أوقية من شحم، ويصنعون من صوفها أكسية ليس لها نظير | وجدة |

.
ذكر ليون الإفريقي في كتابه الذي ألفه في بداية القرن السادس عشر وجدة وأعطاها التفاصيل التالية:
| وجدة | : " وجدة مدينة قديمة بناها الأفارقة في سهل فسيح جدا، على بعد نحو أربعين ميلا جنوب البحر الأبيض المتوسط وعلى نفس البعد تقريبا من تلمسان، محاذية غربا مفازة أنجاد، وأراضيها الزراعية كلها غزيرة الإنتاج تحيط يها عدة حدائق غرست فيها على الخصوص الكروم وأشجار التين ويخترقها جدول يشرب السكان من مائه ويستعملونه لأغراض أخرى. وكانت أسوارها في القديم متينة عالية جدا، ودورها ودكاكينها متقنة البناء، وسكانها أثرياء ومتحضرون وشجعان، لكنها نهبت ودمرت أثناء الحروب المتوالية بين ملوك فاس وملوك تلمسان، حيث كانت منحازة لهؤلاء. وبعد أن وضعت الحرب أوزارها أخذت وجدة بالسكان وشيدت فيها من جديد دور كثيرة إلا أنها لم تسترجع حالتها الأولى، وليس فيها اليوم أكثر من خمسمائة دار آهلة، وسكانها فقراء، لأنهم يؤدون الخراج إلى ملك تلمسان وإلى الأعراب المجاورين لهم بمفازة أنجاد، ويرتدون لباسا قصيرا خشنا شبيها بلباس الفلاحين ويربون عددا من الحمير الجميلة كبيرة القامة، التي تنتج لهم بغالا عالية تباع في تلمسان بأغلى الأثمان، ويتكلمون باللغة الإفريقية القديمة وقليل منهم يحسن العربية الدارجة التي يتكلمها أهل المدن. | وجدة |

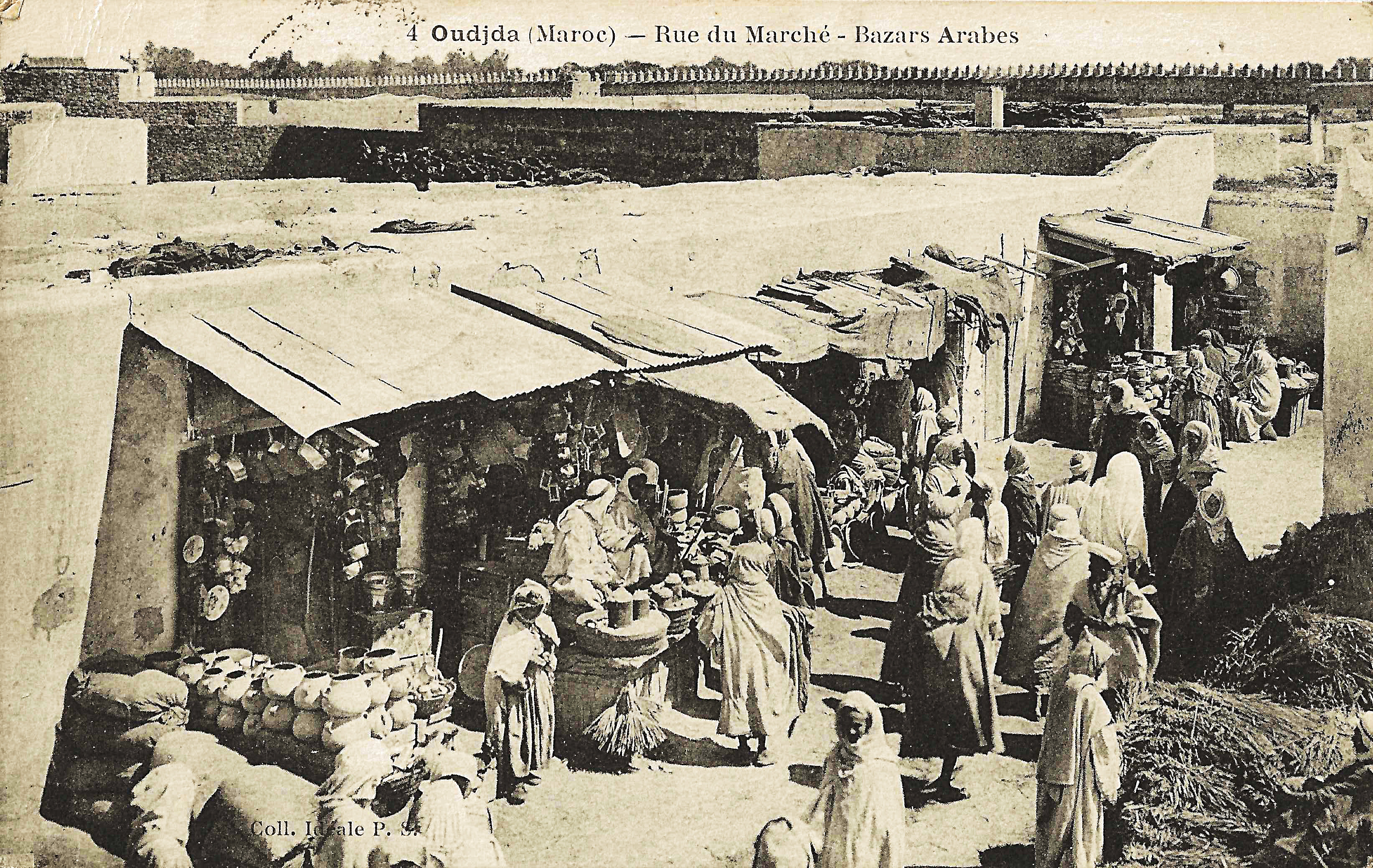
سوق داخل أسوار المدينة، سنة 1922.

كما ذكر البيذق أسماء بعض أعيان وجدة وألحقهم بمناطقهم الأصلية أو بقبائلهم كسوس أو بني يرنيان، والمعروف حسب ابن خلدون أن المنطقة وقبل بناء المدينة كانت مجالا لقبائل زناتة بكل فروعها من جراوة وبني ورتغنين ويرنيان وبنو يزناسن ووجديجة وغيرها.
ويحسب بعضهم أن زناتة وفدت على بلاد المغرب حوالي القرنين الرابع والخامس الميلادي وهي فترة صادفت انتشار البداوة كنمط حياة في الشمال الإفريقي. كما أن العنصر الزناتي كان من أول العناصر التي استقرت بمدينة وجدة أثناء تأسيسها من قبل زيري بن عطية حيث نقل إليها هذا الأخير أهله الزناتيين بالإضافة إلى عدد من أفراد جيشه وعساكره للسهر على امن المدينة.
المصادر العربية تتحدث عن ساكنة عربية وفدت مع الهجرات العربية الأولى والثانية. كما أن موقع مدينة وجدة في موسطة الطرق التجارية جعلها تعرف عنصرا بشريا آخر هو العنصر الأسود الذي ربما وفد مع تجارة السودان عبر سجلماسة فوجدة. وتذكر بعض المصادر أن أسرة ذات أصول شريفة أوجدت لنفسها أماكن خاصة بين سكان أحياء المدينة. كما أن وجود بعض العادات والأسماء التركية مثل عائلة التريكي قد تكون مؤشرا على استقرار بعض العائلات من الأتراك بالمدينة زمن دخولهم إلى وجدة.

### تطور أعداد سكان وجدة

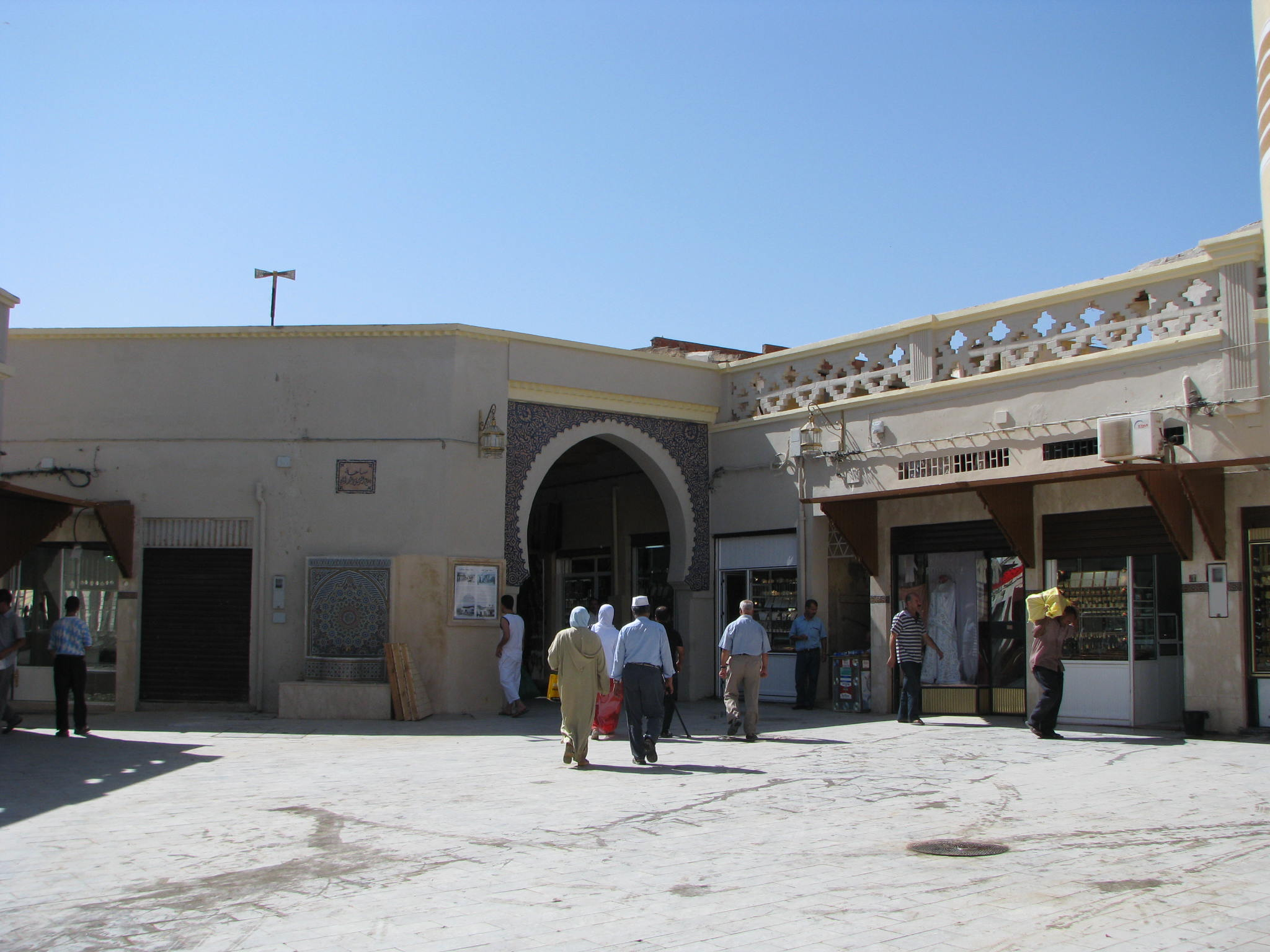

عمل زيري بن عطية بعد تأسيس مدينة وجدة سنة 384 هـ/994 م على نقل أهله وبعض ذويه وجيوشه إليها للاستقرار بها. ولم تفد المصادر المعتمدة إلى عدد السكان الذين استقروا بمدينة وجدة بعد تأسيسها. إلا أن الحركة التجارية كانت نشيطة بمدينة وجدة ابتداء من القرن الخامس الهجري/11 م مما أدى بدون شك إلى ارتفاع عدد السكان وهو ما نتج عن عملية توسيع رقعة مدينة وجدة بإضافة شطر آخر لها على يد يعلى بن بلجين الوتغنيني في منتصف القرن الخامس الهجري/11 م فأصبحت وجدة بذلك مدينتين.
مدينة وجدة عرفت ابتداء من الفترة المذكورة وإلى حدود سنة 670 هـ/1237 م نموا ديموغرافيا مطردا بحيث وصل عدد سكانها خلال تلك المرحلة 5000 نسمة. ورغم كبر حجم هذا العدد بالنسبة لمدينة كوجدة في الفترة المذكورة إلا أنه يبقى ضئيلا مقارنة مع سكان مدن أخرى من المغرب آنذاك ومن ذلك مثلا مدينة تاوريرت التي بلغ عدد سكانها في نفس الفترة 15000 نسمة. وهو ما يعني أن سكان تاوريرت كان أكبر بثلاثة أضعاف من عدد سكان وجدة.
أضف إلى ذلك أن عدد سكان وجدة تراجع كثيرا اثر التهديم الكلي الذي طال المدينة على يد أبي يوسف يعقوب المريني سنة 670 هـ/1272 م.

### بعد إعادة بناء المدينة في عهد المولى إسماعيل
استمر سكان مدينة وجدة في التناقص بكثير وزاد من حدة ذلك الأحداث السياسية والعسكرية الهامة التي عرفها شرق المغرب ومدينة وجدة خاصة طيلة. بعد وفاة المولى إسماعيل عرف المغرب أحداثا سياسية صعبة انتهى الأمر بمدينة وجدة إلى الدخول تحت سيطرة الأتراك العثمانيين بالجزائر مرة أخرى. واضطر سكان وجدة إلى الهجرة لدرجة أصبح عدد السكان بها في بداية القرن 13 ه/19 م لا يتجاوز 500 نسمة.

### الاستعمار الفرنسي
مع دخول الاستعمار الفرنسي إلى الجزائر تغيرت الظروف السياسية والأمنية في المدن المجاورة لمدينة وجدة والمحاذية لها من جهة الشرق خاصة. فتوافد عليها عدد من العائلات الجزائرية هروبا من نيران المستعمر الفرنسي مما ساهم في الرفع من ساكنة وجدة بحيث كان عدد السكان سنة 1844 م 4000 أو 5000 نسمة. ولما دخل الفرنسيون إليها سنة 1907 م لم يكن يتجاوز عدد السكان 6000 نسمة وهو ما يؤكد تباطؤ النمو الديموغرافي بالمدينة.
كانت غالبية السكان بوجدة من البربر، بنو يزناسن وبني سنوس وندرومة وهي كلها قبائل زناتية. وإلى جانب هذه الأغلبية البربرية هناك أقلية صغيرة ممن يحسنون العربية وعناصرها في الغالب من قبائل أنكاد العربية. تكونت بوجدة أربعة أحياء رئيسية وهي أهل وجدة وأولاد عمران وأولاد عيسى وأولاد الكاضي وهي من أقدم أحياء مدينة وجدة ومن أهمها من حيث سكانها.
وإلى جانب هذه الأحياء توجد أحياء أخرى أحدث من الأولى واقل أصالة وهي: اشقفان وأهل الجامل والطائفة اليهودية، بينما كانت العرب الهلالية تحيط بوجدة، ودخلوا المدينة في العصر الحديث.

## العمران

### المنظر المدني

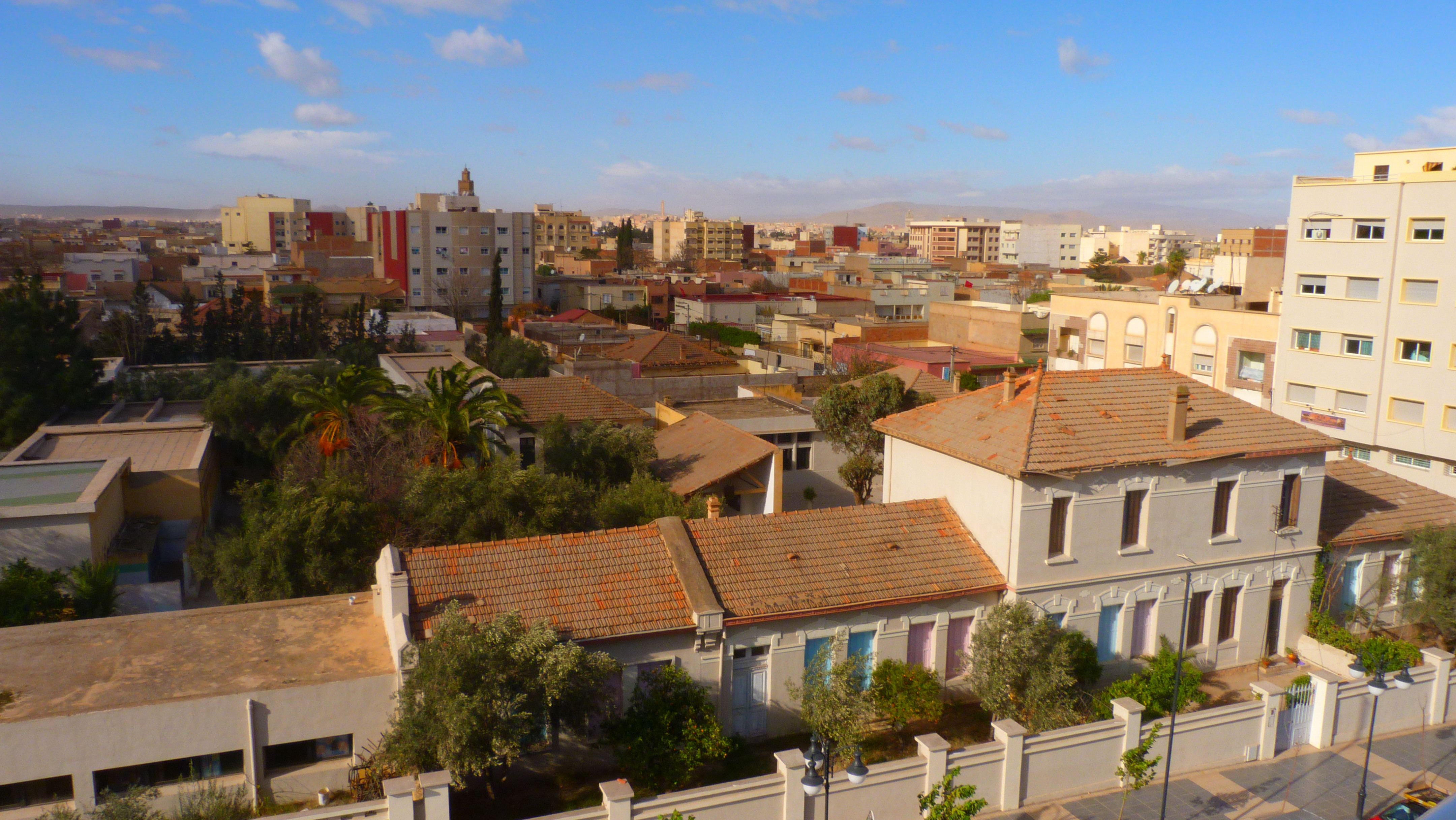
التأثير الأوروبي على معمار وجدة

تتنوع اشكال البنية في مدينة وجدة وتتخذ انماطا مختلفة؛ فبالإضافة إلى قلة البنايات المرتفعة وانعدام البنايات الشاهقة؛ نجد أغلب البنايات تتخذ مستوى واحدا من حيث الارتفاع.
كما أن تواجد المدينة القديمة في قلب وجدة يضفي عليها طابعا متميزا؛ والتي تعرف نمطا من البناء متميزا على غرار المدن القديمة في أغلب المدن المغربية ولا زالت تحافظ في شكلها العام على كثير من خصائص البناء التقليدي الذي عرفته لأول مرة. وان كانت كثير من البنايات أيضا قد خضعت للترميم نتيجة أحوال الزمن. وتتميز بأزقتها الضيقة ودروبها الملتوية التي يمكن أن يتيه فيه الداخل إليها لأول مرة.
كما تاخذ أبوابها نمطا خاصة إذ نجد بعضها من الخشب وبعضها يزين بأقواس، كما أن البناء لأول مرة كان بالطين على غرار القصبات وان كان هناك بعض الاختلاف. ولهذه القصبة أبواب متعددة يؤدي بعضها إلى الآخر، الباب من الجهة الجنوبية يؤدي إلى «الشارع» ومن الجهة الشرقية يؤدي إلى القسارية حيث الدكاكين المتنوعة ك«الصياغة» الذين يبيعون المجوهرات؛ وباعة الثياب الجلدية، وغيرها من الدكاكين كل يختص في مجال معين.

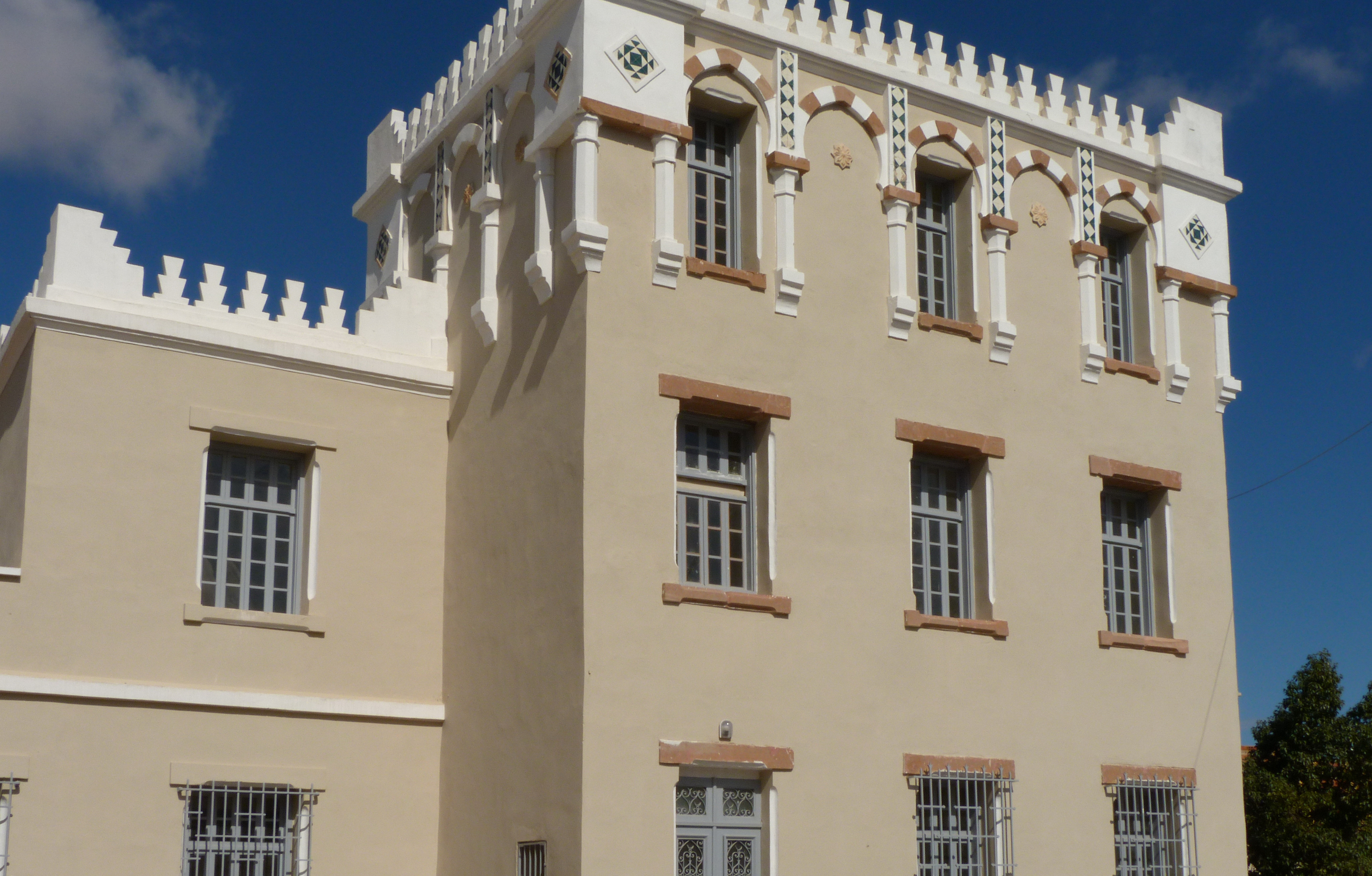

في حين نجد أحياء أخرى كل ونوع العمران السائد فيه فنجد مثلا حي «القدس» في أغلبه يغلب عليه الطابع الحديث في التشييد والبناء، خاصة الفيلات في حين نجد أكبر حي في وجدة حي «لازاري» يجمع بين انماط مختلفة من البناء فنجد الدار العادية إلى جانب الفيلا إلى جانب العمارة ولكن في نمط متناغم لا تحس من خلاله بالفوارق.

### العمارة الدينية

#### المساجد

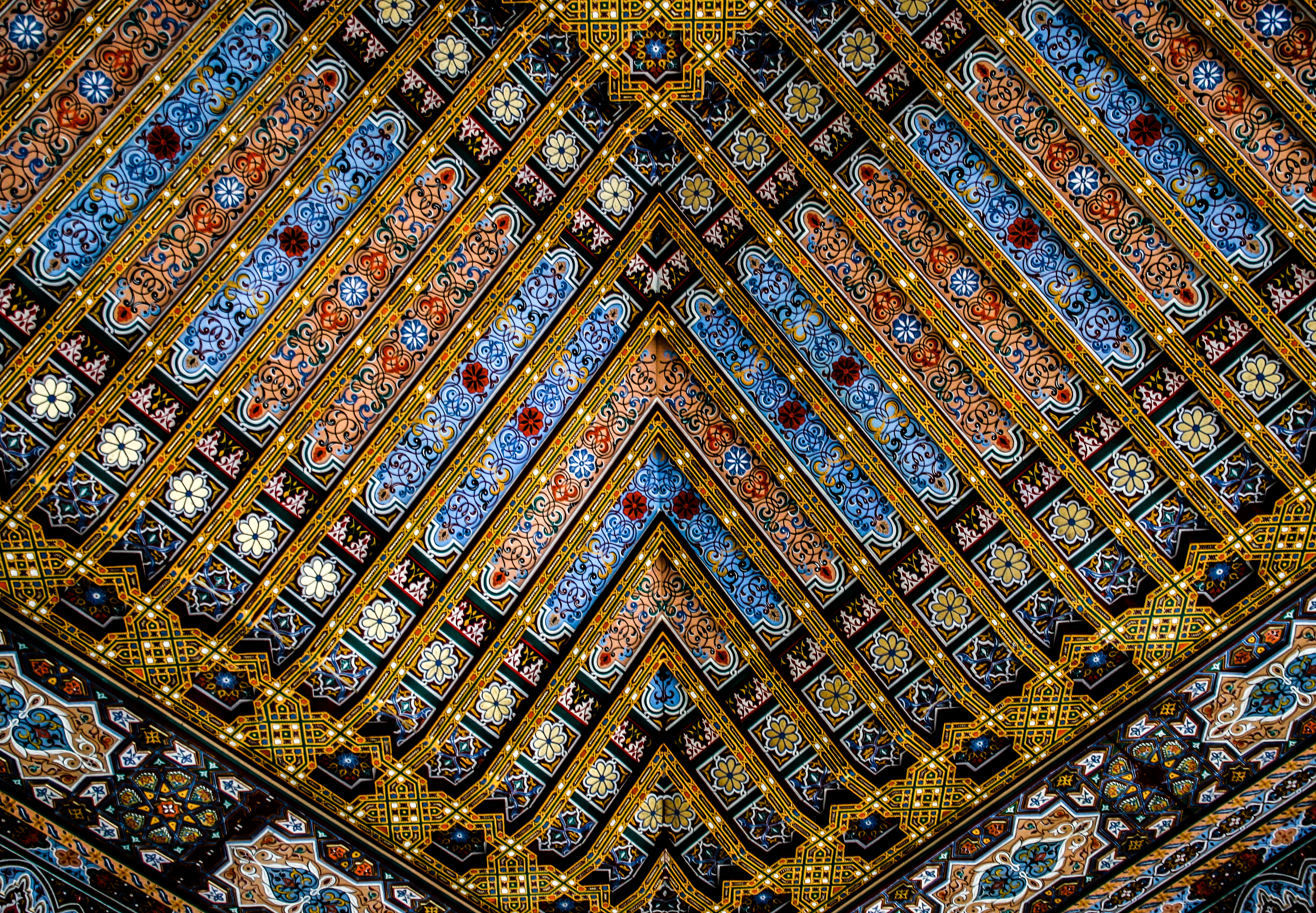
زخرفة سقف مسجد الرياض بوجدة

تتوفر المدينة على أزيد من 400 مسجد، محتلة بذلك المرتبة الأولى بالمغرب من حيث عدد المساجد، وحسب مصادر من مندوبية وزارة الأوقاف، فان مدينة وجدة تعتبر الثانية عالميا من حيث المساجد بعد إسطنبول التركية، هذه الخصوصية جعلت من المدينة فضاء واسعا لممارسة الطقوس الدينية، ومن بعض هذه المساجد:
- المسجد الأعظم بمدينة وجدة:

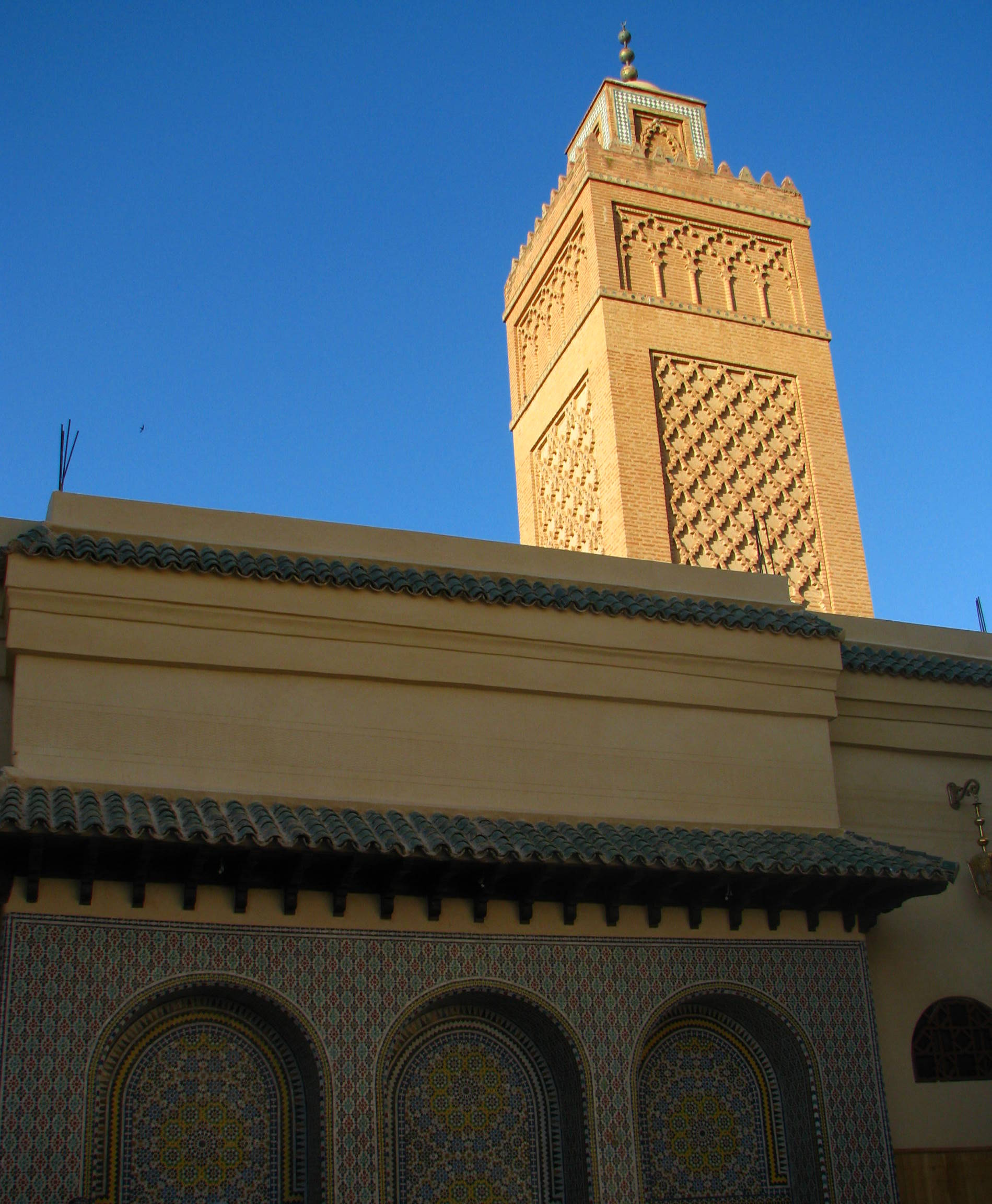

يعد الجامع الأعظم المريني أقدم مسجد بمدينة وجدة، ويقع داخل المدينة القديمة، في الزاوية الشمالية الغربية للقصبة. وقد ظل- وغالى قرون طويلة- الجامع الوحيد الذي تقام به صلاة الجمعة، كما كانت صومعته هي الصومعة الوحيدة بمدينة وجدة عند دخول الفرنسيين إليها سنة 1907م.
- مسجد حدادة:

يوجد بالمدينة القديمة بساحة جامع حدادة، يذكر أنه سمي بذلك الاسم نسبة لامرأة صالحة ساهمت في بنائه تدعى حدادة، ويعتقد بعضهم أنه سمي كذلك لكونه بني بساحة كانت توجد دكاكين للحدادين، ولهذا سمي بمسجد حدادة. ويظن الخبراء أن هذا الرأي الأخير هو الأصوب، والدليل على ذلك، أن اسم هذا المسجد في جميع الوثائق الحبسية القديمة يكتب معرفا: جامع الحدادة (أي الحدادين)، وليس جامع حدادة.
كان المسجد قديما يمتد على مساحة تقدر بحوالي 350م²، ويشتمل على قاعة للصلاة بها خمس بلاطات محمولة على ثماني دعائم تشكل صفين متوازيين، وقد تأخر بناء أول صومعة له إلى عهد الحماية في عهد الناظر الفقيه سيدي محمد بن زكري. وكان يتم به تجهيز موتى المسلمين الغرباء وأبناء السبيل. ويعتبر مسجد الحدادة ثالث المساجد بمدينة وجدة التي أصبحت تقام بها صلاة الجمعة بعد الجامع الأعظم وجامع عقبة بن نافع، وذلك بعد أن “ضاقت مساجد الجمعة لكثرة وجود الأعراب من الصحراء والقبائل”.
في شهر ماي من سنة 1992م تم هدم مسجد الحدادة كليا ما عدا الصومعة، وأعيد بناؤه وتوسعتهن وذلك بإضافة بعض المنازل المتصلة به والتي تبرع بها أصحابها لصالح المسجد، كما أحدثت قيسارية تحته.
- مسجد الغريبة:

يوجد بحي أولاد عمران، بزنقة غريبة. تذكر الراوية الشفوية أنه سمي كذلك نسبة لامرأة محسنة تبرعت ببنائه من مالها الخاص اسمها غريبة. وأغلب الظن أن غريبة لم يكن اسما لهذه المحسنة، بل كان صفة لها. ودليلنا على ذلك أن الاسم يكتب في الوثائق الحبسية معرفا أي الغريبة، فربما كانت هذه المحسنة، سيدة حضرت بمفردها إلى مدينة وجدة من منطقة نائية حيث أصبحت وحيدة بين أهل وجدة، فدعيت بسبب ذلك ب”الغريبة”، وعندما تبرعت ببناء هذا المسجد، نسب إليها وسمي لأجل ذلك: “جامع الغريبة”.
- مسجد محمد السادس:

مسجد محمد السادس بمدينة وجدة، دشنه العاهل المغربي محمد السادس يوم الجمعة 24 رجب 1433 هجرية الموافق ل 15 يونيو 2012، تم تشييده من طرف وزارة الأوقاف والشؤون الإسلامية لينضاف بذلك إلى المساجد التي تزخر بها مدينة زيري بن عطية ... جمع مسجد محمد السادس بين الجمالية والفن، جمالية في النقش والزخرفة، والفن في العمارة الإسلامية التي تجسدها مساجد وجدة، فن اصيل يجمع بين العمارة الأندلسية والمغربية الأصيلة، ليخلق ذلك التمازج تحفا جمالية وفنية.

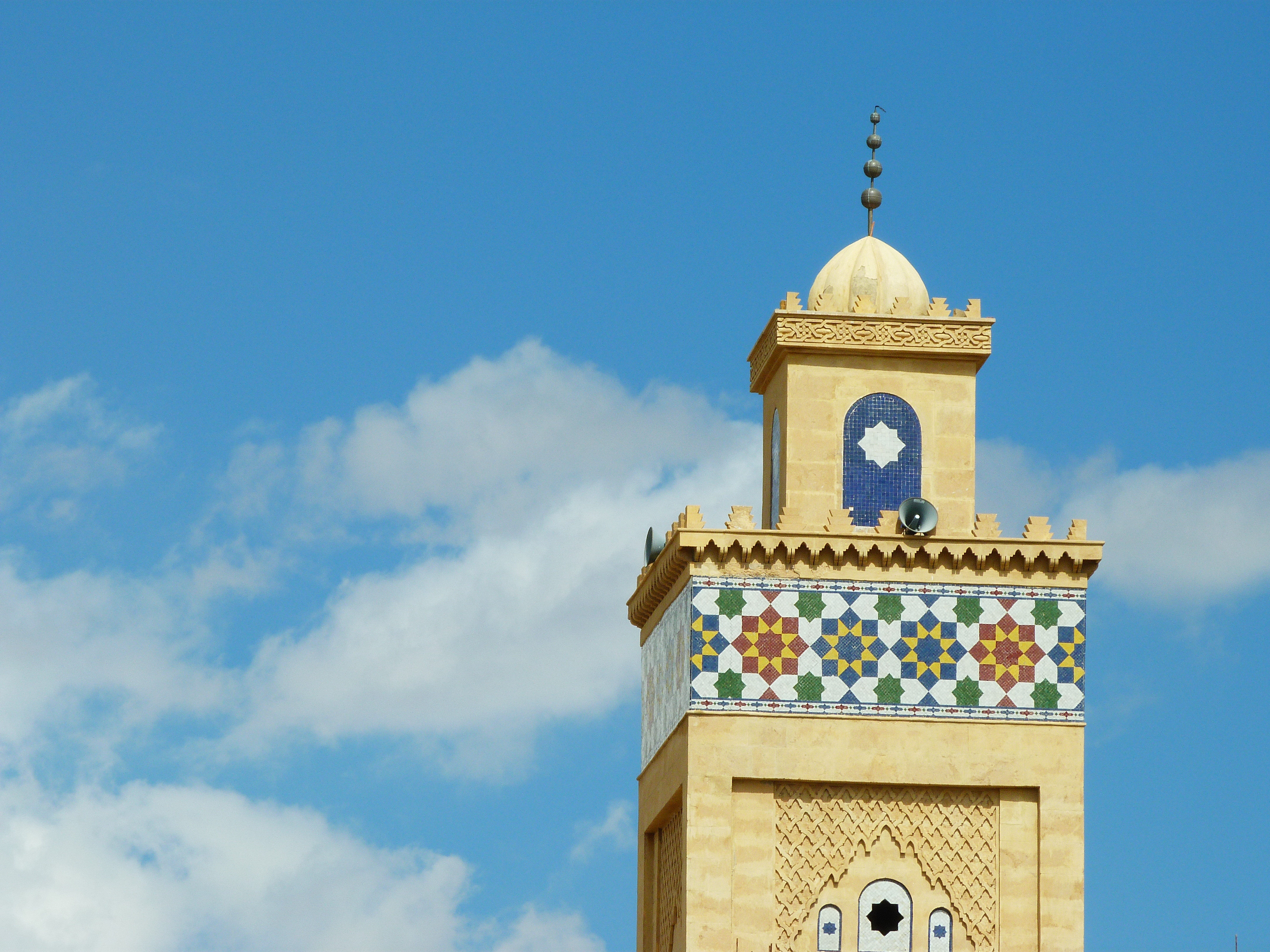
مسجد خديجة
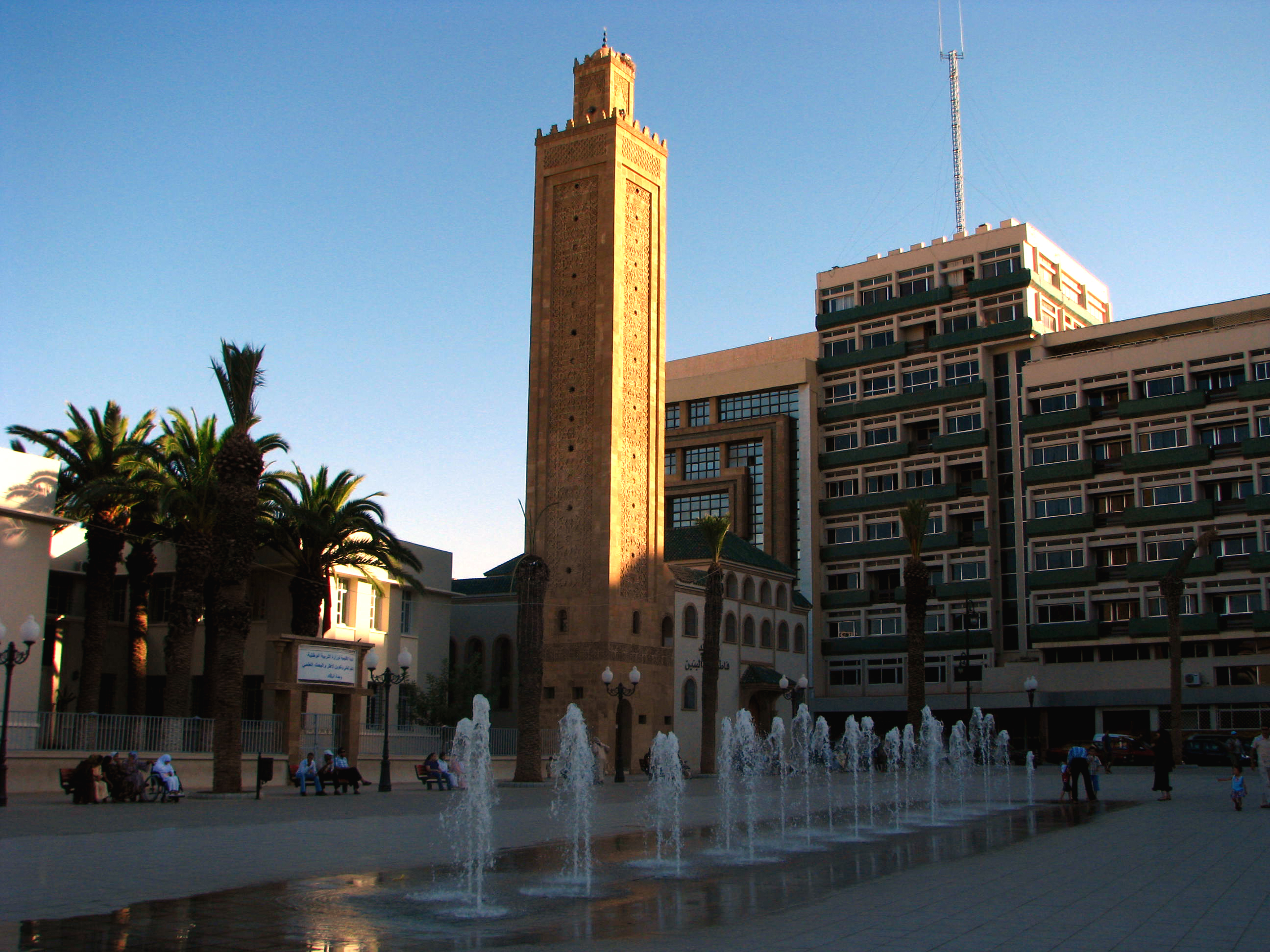
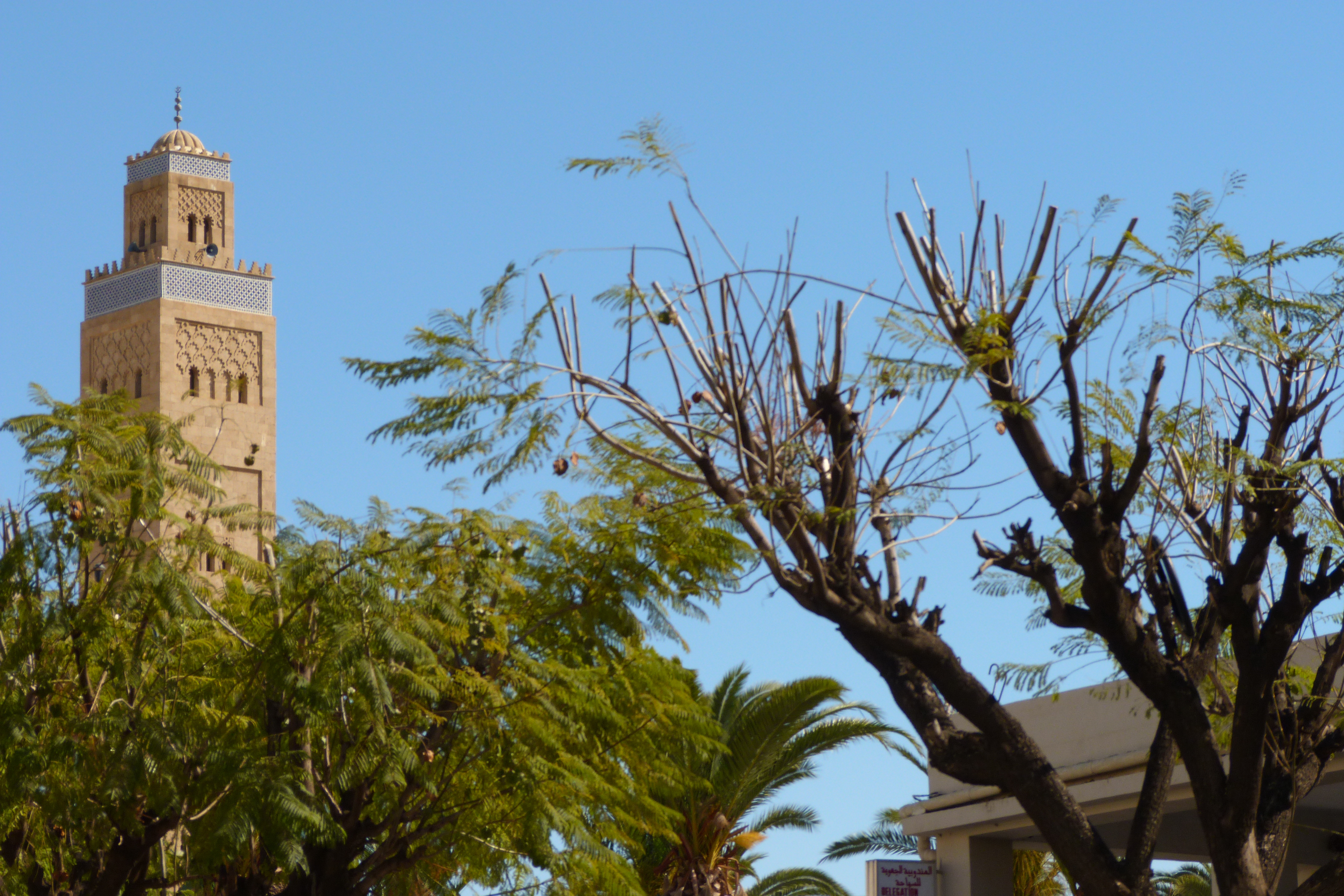

- مسجد خديجة

#### الكنائس

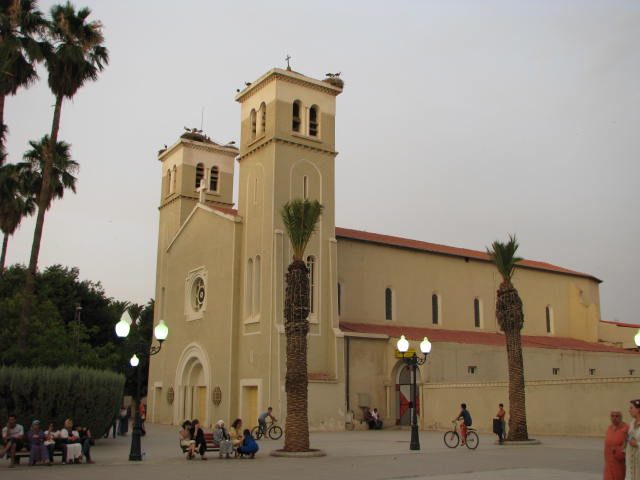
كنيسة سان لويس

لم تعرف وجدة انتشارا كبيرا للكنائس لكن أولى هذه الكنائس بني مع دخول الاستعمار:
- كنيسة سان لويس:

مبنى الكنيسة بني قبل 100 عام، وتعتبر هذه الكنيسة من ضمن الكنائس الموزعة بالمغرب منذ التاريخ وخلال الإستعمار الفرنسي في القرن التاسع عشر.
تعتبر الكنيسة مكانا للصلاة بالنسبة للمسيحيين المقيمين بالمدينة، وتقام فيها الصلاة يومي السبت والأحد، ويحضر إليها الطلبة الإفريقين الذين يدرسون بجامعة محمد الأول معتنقي المسيحية، وبمجموعة من المقيمين من النصارى داخل مدينة الألفية.

#### البيع
من أشهر مآثر الديانة اليهودية في الجهة الشرقية تلك البيع الموجودة بمدينة وجدة وهي: بيعة أولاد ابن درعي – بيعة أولاد يشو – وبيعة الهبرة.

## معالم المدينة

### المعالم السياحية
| باب الغربي معروف قديما باسم "سيدي عيسى"، هو يعتبر بوابة المدينة العتيقة في اتجاه الغرب، وقد خضع بدوره للترميم في إطار برنامج رد الاعتبار للتراث الحضاري والثقافي للمدينة القديمة، وهو من أهم الأبواب الثلاثة الرئيسية للمدينة، باب يضفي، رغم حجمه المتواضع سحره على المدينة.                                                                                                 | . |
| باب سيدي عبد الوهاب من الأبواب التاريخية لمدينة وجدة، وأقدمها تشييدا، ويحمل اسم الشريف الصالح سيدي عبد الوهاب، أحد الأعلام الوجديين الذي عاش في وجدة ردحا من الزمن، وتوفي فيها، وضريحه قائم داخل أسوار المدينة العتيقة غير بعيد عن الباب، وهو الأثر الوحيد في هذا الحي الذي يحكي ماضي وجدة الحضاري وإرثها الثقافي.                                                           |   |
| دار السبتي دار السبتي هي نموذج لدور البورجوازية المغربية في عهد الاستعمار بمدينة وجدة، أصبحت الآن معلمة أثرية تملكها الجماعة الحضرية. تستغل أحيانا كقاعة للأنشطة الثقافية. أو الترفيهية. أما في فصل الصيف، فتتحول إلى قاعة للأفراح. تأسست دار السبتي سنة 1938 على يد أحد تجار وجدة، باعتبار أن وجدة لعبت دورا تجاريا بامتياز، لتكون قصرا للضيافة يأوي كبار التجار والموظفين. |   |
| ساحة 16 غشت ساحة تاريخية، تقع أمام المقر الرئيسي لبلدية وجدة، وتعتبر من الوجهات المفضلة لساكنة المدينة للترويح عن النفس، بحكم موقعها الاستراتيجي المتواجد في وسط شارع محمد الخامس. |   |

### المعالم الدينية

المجلس العلمي بوجدة

- معهد البعث الإسلامي للعلوم الشرعية: يتخرج من صفوفها مئات الطلاب وحفظة القرآن سنوياً.
- المجلس العلمي بوجدة. من أهم مكتبات المدينة.

كما تعرف المدينة حركة ونشاط كبير في ميدان التصوف المعتدل، من أبرز مواقعهم في المدينة:
- زاوية مولاي عبد القادر الجيلاني: التي يلجأ إليها الفقراء والمريدين كل ليلة الجمعة.
- زاوية سيدي أحمد التيجاني ساحة العدول: التي يلجأ إليها الفقراء والمريدين كل يوم وخاصة يوم الجمعة.
- كنيسة سان لويس: توجد في شارع محمد الخامس أول كنيسة أنشأها المستعمر.

كذاك توجد بالمدينة أحد الأضرحة التاريخية:

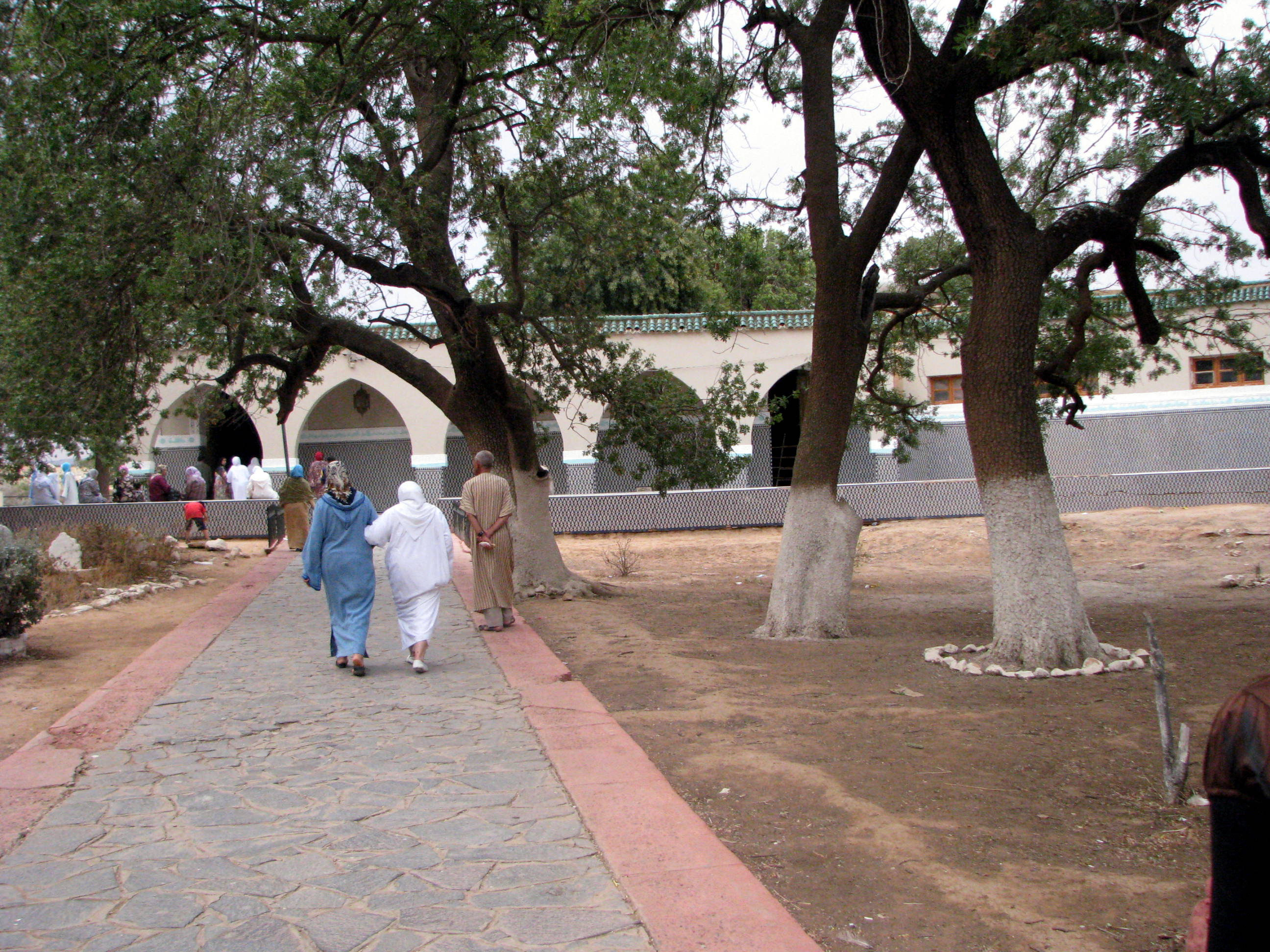
سيدي يحيى

- سيدي يحي بن يونس جرت العادة منذ مئات السنين على زيارة هذا الضريح من طرف المسلمين واليهود والنصارى، ليتبركوا به. وتفيد النصوص التاريخية أن هذا الولي المدفون هاجر من قشتالة إلى وجدة للاستقرار بها فتوفي ودفن بها، بينما تفيد مصادر أخرى أن به جثمان، أو أجزاء منه، القديس يوحنا المعمدان (النبي يحيى بن زكريا).[51][52] وما زال ضريحه مزارا لأعداد هامة من اليهود القادمين من كندا وفرنسا وإسبانيا وأمريكا ومن فلسطين المحتلة.

## اقتصاد

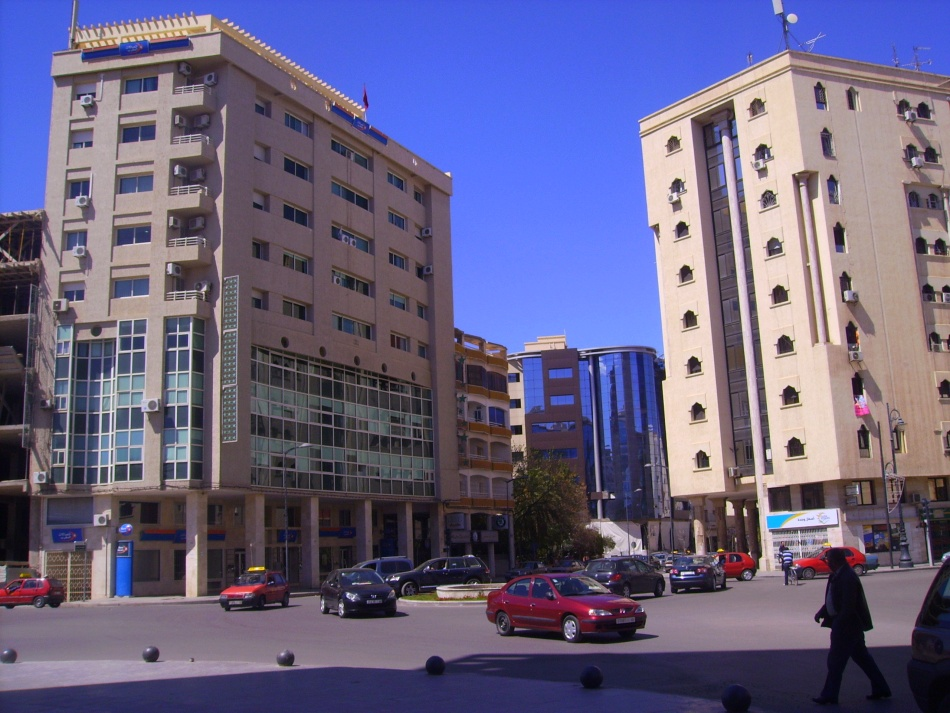
مفترق طرق، عند مدخل شارع محمد الخامس

تتميز وجدة بموقعها الحدودي الهام، ورغم توفرها على إمكانيات اقتصادية وطبيعية هامة، تتجلى أهم مشاكل وجدة في الضغط السكاني على المراكز الحضرية، مقابل انخفاض محسوس في الساكنة القروية، وتدني مستوى التشغيل وضعف بعض مؤشـرات القيم الاجتماعية، وضعف الشبكة الطرقية، ترتفع ظاهرة الهجرة الدولية بوجدة ونواحيها لتمس عائلات بكاملها حيث يمثل المهاجرون إلى الخارج حوالي 28,3% من المجموع الوطني، ويصل المعدل الجهوي للبطالة بهـا إلى 18% مقابل 11,6% في مجموع البلاد. عموما فقد ظل اقتصاد المدينة مرتبطا بوتيرة الحركة الحدودية مع الجزائر، انتعاش عند فتح الحدود، وانكماش عند إغلاقها.

### التجارة
تمثل التجارة أهم القطاعات الحيوية في اقتصاد المدينة، حيث ظلت ومنذ تأسيسها محور عبور القوافل التجارية في اتجاه فاس غربا، تلمسان شرقا، فكيك جنوبا، ومليلية شمالا. كما عرفت خلال الحماية حركة تجارية نشطة، وكانت تمثل دور الوسيط التجاري بين المغرب الشرقي والغرب الجزائري.

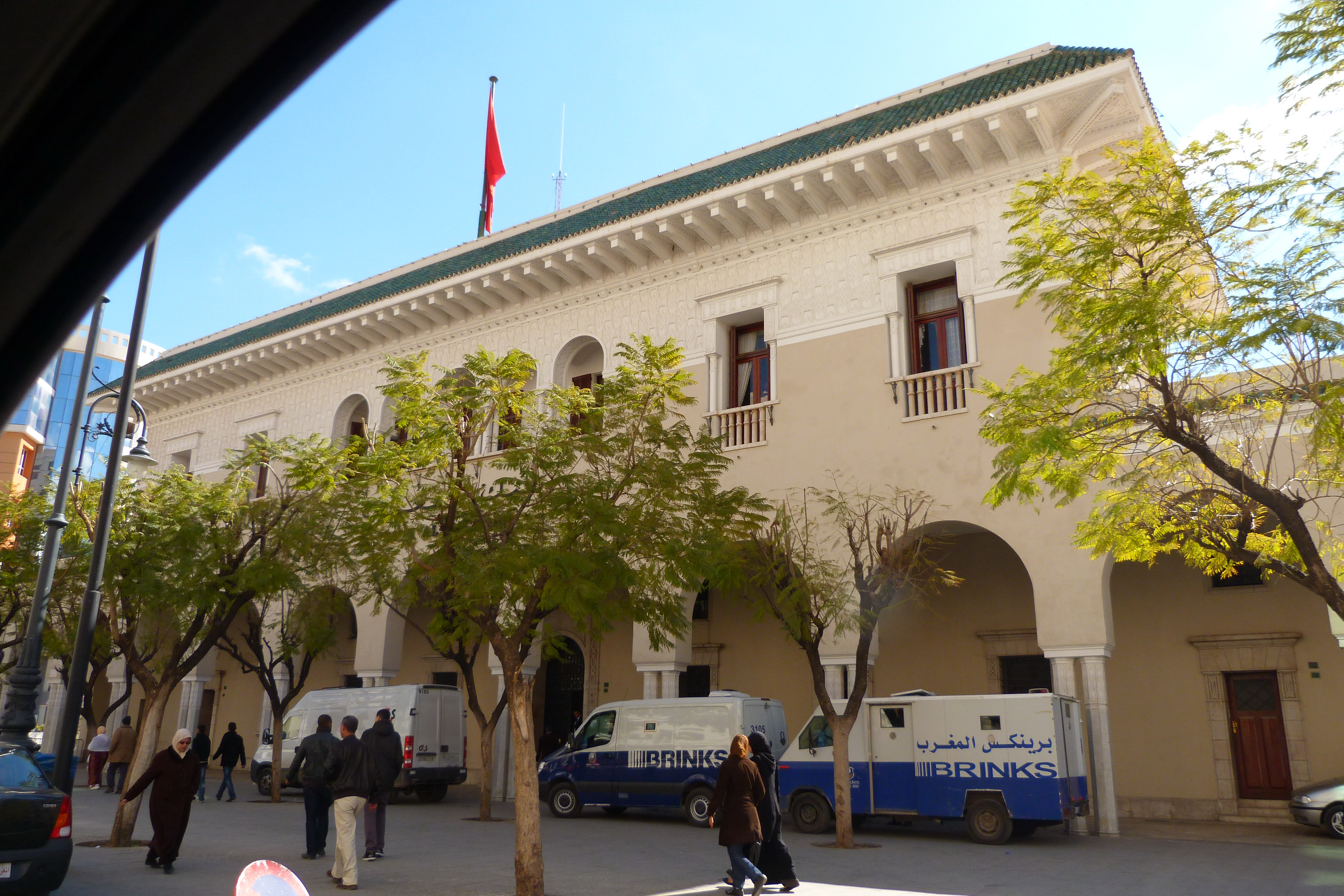
البنك المركزي بوجدة

### الصناعة
رأت الصناعة النور بالمدينة مع الاستعمار الفرنسي، بمناسبة إحداث أول مطحنة في 1928، وقد شهدت الصناعة بعد ذلك تطورا ملحوظا خاصة في السبعينات والثمانينات، حيث تم إحداث الحي الصناعي وظهور بعض الوحدات الصناعية إثر عملية المغربة، واستفادة الجهة من امتيازات قانون المالية (المنطقة 4)، غير أن القطاع ظل متواضعا وغير ذي أهمية في الاقتصاد الوطني، مقارنة مع المدن الكبرى للمملكة.

### السياحة
ظلت المدينة شبه مغيبة في السياسة السياحية، لضعف مؤهلاتها (عدا بعض المآثر التاريخية وواحة سيدي يحي).

### تطوير الاقتصاد
بعد إلقاء الضوء على المنطقة في 18 مارس 2003 في خطاب لمحمد السادس عن أهمية إعادة الاعتبار للجهة الشرقية اعطى انطلاقة عدة مشاريع تنموية، التي تمحورت حول إنشاء القطب التكنولوجي تكنوبول وجدة وانجاز الطريق السيار وجدة فاس. وبدأت الاشغال في توسيع مطار وجدة انكاد، واتخذت إجراءات وقرارات كحذف العربات المجرورة، حذف الأسواق من المدارات الحضرية، وإلغاء رخص الباعة المتجولين، كونها تنزف ميزانية الجماعة، حيث أن المنتوجات الفلاحية كالخضر والفواكة المسوقة بها لا تؤدى عنها الرسوم الجبائية بمرورها عبر سوق الخضر بالجملة، خلافا لما ينص عليه القانون، مما تسبب في تدني نسبة مداخيل هذا السوق الذي أصبح يدر على الجماعة أقل من مليوني درهم سنويا في الوقت الذي كان يجب أن تتعدى مداخيله 20 مليون درهم.

### التهريب

تعرف الجهة الشرقية عمليات تهريب موسعة

بسبب ارتفاع الضغط الضريبي على القطاعات الحيوية تحولت وجدة من المناطق الأكثر نشاطا وحيوية في مجال التهريب، بحكم موقعها الجيوسياسي. بعد الجهة عن الأسواق الوطنية المركزية خاصة الدار البيضاء (600 كلم)، وارتفاع كلفة النقل، انعكس سلبا على أثمنة المنتجات الوطنية. كل السلع أصبحت موضوعا للتهريب بسبب انخفاض قيمة الدينار الموازي (100 دينار جزائري تساوي أقل من 10 دراهم مغربي).
بحكم تواجدها بالقرب من الحدود المغربية الجزائرية، مما يسهل عمليات التهريب التي غالبا ما تتم عبر سيارات تكون أرقامها التسلسلية غير صحيحة، يسميها الشارع الوجدي بالمقاتلات. تحدد لها مدة حياة لا تتجاوز 6 أشهر.
تم برسم سنة 2009 على مستوى المقاطعة الجماركية بوجدة تسجيل حوالي 714 تدخل في مجال محاربة التهريب، حيث تقدر القيمة الإجمالية للبضائع المحجوزة ب` 5ر43 مليون درهم.

### تكنوبول وجدة
هو مشروع يجسد بالملموس التوجه الجهوي للاستراتيجيات القطاعية الوطنية للتنمية، وهو يمتد على مساحة 496 هكتارا، كما أنه يشمل خمسة مكونات أساسية تتمثل في حظيرة صناعية لوجيستية موجهة لاستقطاب الصناعات النظيفة غير الملوثة (كلين تيك)، وقطب للخدمات، وقطب تجاري، وقطب معرفي، وقطب خاص بالمقاولات الصغرى والمتوسطة والصناعات الصغرى والمتوسطة، سيمكن من إحداث 15 ألف منصب شغل مباشر و5 آلاف منصب شغل غير مباشر، كما سيجذب استثمارات بقيمة خمسة ملايير درهم.
- قطب الخدمات: يروم استقطاب الفاعلين في مجال الأنشطة والخدمات التي يتم استهدافها والتركيز عليها بالجهة الشرقية، كالصناعة والسياحة والتجارة.
- القطب التجاري: يستقبل مختلف الأنشطة التجارية، يتوخى أن يشكل أرضية جهوبة حقيقية في مجال التسوق.
- القطب المعرفي: يستقبل فاعلين عموميين وخواص في مجال التكوين وأنشطة البحث العلمي حيث سيتم من الناحية البيداغوجية، توجيه برامج التكوين والبحث لخدمة المهن المستهدفة في القطب التكنولوجي وكذا بعموم الجهة، كالتنمية المستدامة والطاقات المتجددة والنجاعة الطاقية وترحيل الخدمات (أوفشورينغ) والسياحة.
- القطب الخاص بالمقاولات الصغرى والمتوسطة: يروم تمكين مقاولات الجهة الشرقية سواء منها الجديدة أو القديمة من التجهيزات والبنيات التحتية الأساسية ذات جودة عالية وبأسعار تنافسية، فيما سيوفر قطب (كلين تيك) من جهته بنيات تحتية ملائمة للصناعات المرتبطة بالتنمية المستدامة، وخاصة صناعة التجهيزات المتعلقة بالطاقة الشمسية والريحية والنجاعة الطاقية[59]

## النقل والمواصلات
موقع وجدة الجغرافي أعطاها مكانة استراتيجية سواء في ناحية المغرب العربي، أو كونها نافدة على أوروبا، وذلك بواسطة مواصلات من الطرق البرية، والسكك الحديدية مع الجزائر (متوقف حالياً)، أو عبر مطارها الدولي.

### النقل الطرقي

- الطريق السريع A2 وجدة - فاس ب 328 كلم [60]

#### المحطة الطرقية
توجد المحطة الطرقية للمسافرين بوجدة على شارع زايد بن سلطان بطريق جرادة وتحتوي على مساحة إجمالية قدرها 600, 2هكتار.
- البناية الخاصة بالمسافرين: -مساحتها المغطاة: 628 متر مربع، تضم 18 شباكا للتذاكر، وقاعة مخصصة للانتظار
- البناية الخاصة بالإدارة والمرافق: -مكاتب خاصة بالمدير والكتابة وقاعة الاجتماعات -مكاتب لمفتش النقل -مركز خاص بالأمن
- المجمع التجاري: يحتوي على 28 دكان ومقهى وقاعة خاصة للصلاة، ومرافق صحية للرجال وأخرى للنساء، ومستودع حفظ أمتعة المسافرين.
- المساحة الخضراء: تحتوي المحطة على مساحة خضراء تقدر ب 2650 متر مربع أخذت منها 1400متر مربع لفائدة محطة الطاكسيات الكبيرة منذ شهر ماي 2012.
- الجناح الخاص لوقوف الحافلات: يضم هذا الجناح 28 رصيفا للوقوف خاص بالذهاب والإياب

هذا ويتراوح عدد الرحلات ما بين 65 إلى 75 يوميا في الأيام العادية، وما بين 90 إلى 100 خلال المناسبات كالأعياد الدينية والوطنية ويتوافد عليها ما بين 1500 إلى 2000 مسافر.
| 2009 | 3.108.340.30 درهم |
| 2010 | 3.295.744.90 درهم |
| 2011 | 3.360.370.10 درهم |
| 2012 | 3.101.239.25 درهم |

مداخيل المحطة الطرقية خلال الأربع سنوات الأخيرة

### سكة الحديد

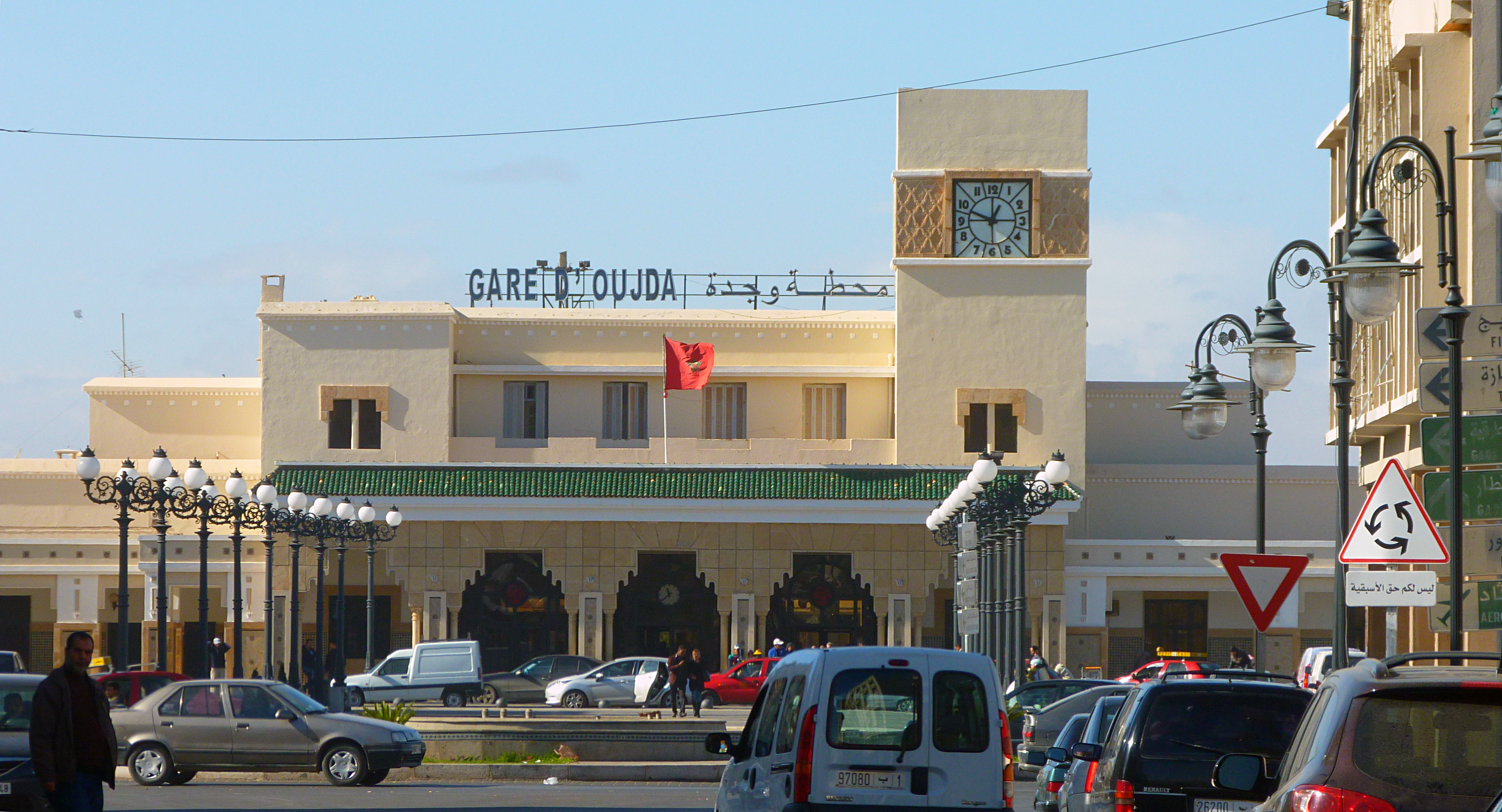
محطة قطار وجدة المدينة. في 28 يونيو 1921 انجز خط وجدة الدار البيضاء مرورا بالرباط والقنيطرة وفاس.

تم إنشاء السكك الحديدية بالمغرب ابتداء من سنة 1911 من طرف السلطة العسكرية الاستعمارية بهدف استخدامها في نقلها الخاص، وكذا من أجل تسهيل الدخول الاستعماري لمختلف جهات البلاد. هكذا أولى الخطوط أحدثت انطلاقا من مدينة وجدة وموانئ الدار البيضاء والقنيطرة، أما تاريخ إنشاء محطة السكة الحديدية بوجدة فهو سنة 1912 (المحطة القديمة) أما المحطة الحالية فتم إنشائها سنة 1934
- القدرة الاستيعابية الحالية

•	القاعة : حوالي 1100 مسافر
•	أرصيف المحطة : أكثر من 1600 مسافر.
•	قدرة وقوف القطارات: 4 قطارات في وقت واحد.

## ثقافة

### الأحياء والأسواق
من أبرز الأحياء حي لمحلة، حي كلوش، حي مير علي والسي لخضر، لازاري، سيدي يحي درب مباصو، حي السلام، حي الفتح، حي انجاد، حي القدس وأحياء طريق تازة وطريق العونية.
في وجدة عدة مساحات تجارية كبرى أهمها أسواق السلام، مرجان وسوق مترو.
سوق مليلية، طنجة، القدس وسوق الشراكة تعتبر من الأسواق المميزة في المدينة والتي تشهد زحام كبير في المناسبات. الأسواق الأسبوعية الثلاث الأكثر شهرة في المدينة توجد في أقطار المدينة الثلاث: سوق سيدي يحيى وسوق لازاري وسوق فيلاج الطوبة.

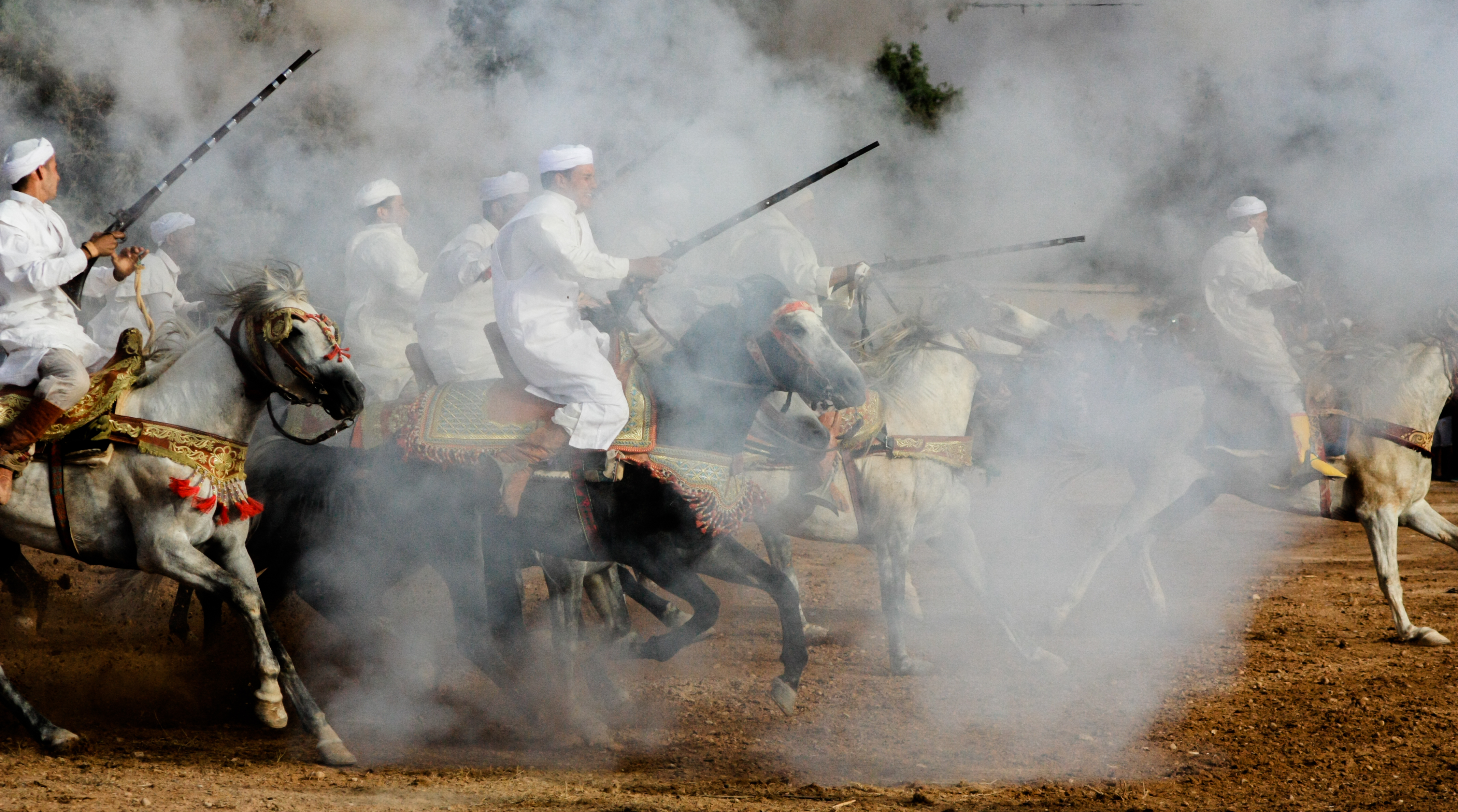
مهرجان تبوريدا في وجدة، صورة لابراهيم فراجي

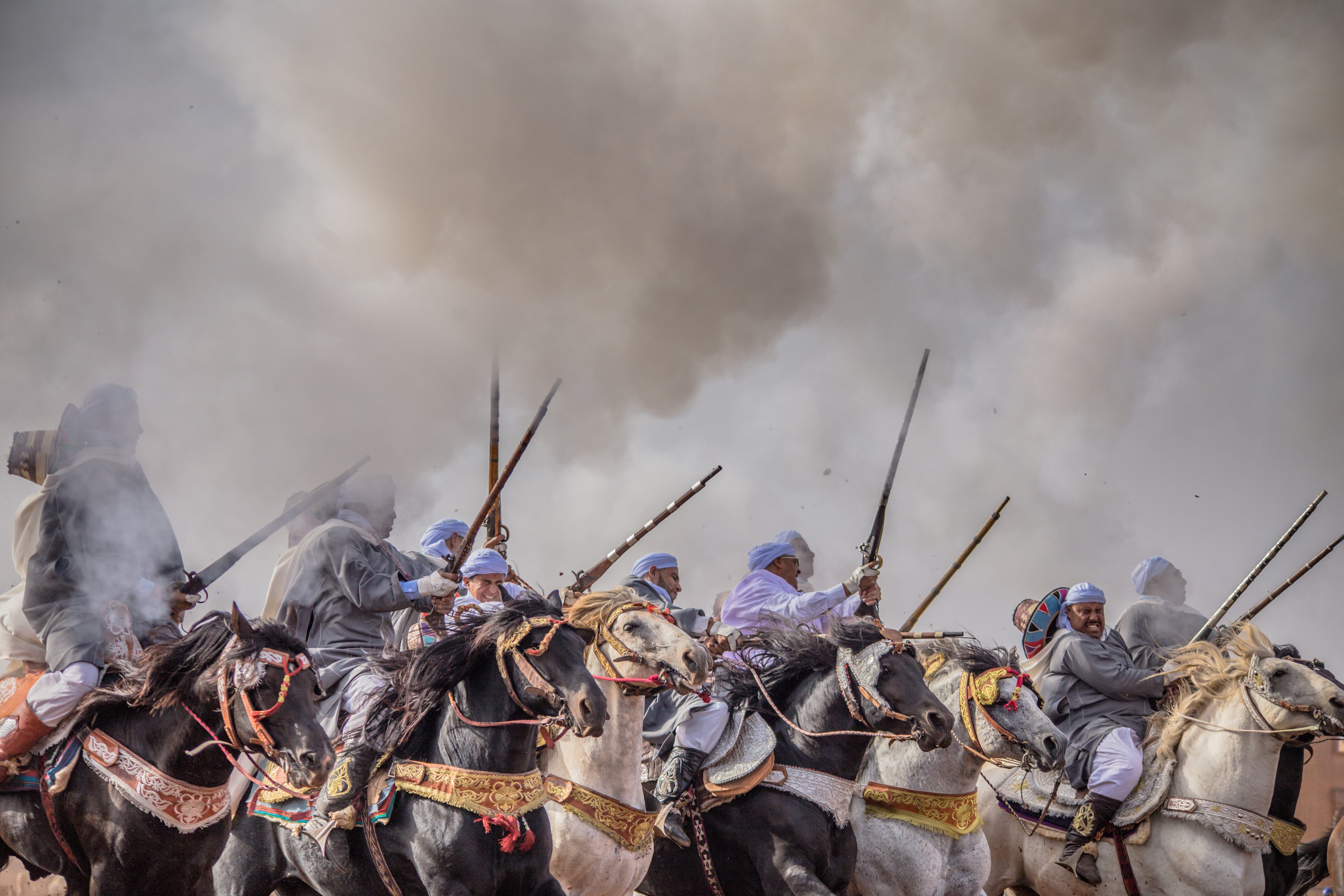
صورة من مهرجان التبوريدة الثقافي في وجدة

### فلكلور
- مهرجان التبوريدا
- مهرجان الراي وجدة
- العرفة
- الطرب الغرناطي
- مهرجان الطرب الغرناطي

## المؤسسات التعليمية العليا
- جامعة محمد الأول التي تضم المؤسسات التالية:
  - كليات الآداب، الحقوق والعلوم.
  - كلية الطب والصيدلة.
- المدرسة الوطنية للتجارة والتسيير بوجدة ENCGO
- المدرسة العليا للتكنولوجيا بوجدة ESTO
- المدرسة الوطنية للعلوم التطبيقة بوجدة ENSAO
- المعهد المتخصص في الأشغال العمومية ISTP
- المدرسة القرآنية بزاوية مولاي عبد القادر الجيلاني بوجدة بشطاط
- المدرسة القرآنية بزاوية المحمدية الفوزوية الكركرية بحي الأندلس
- المدرسة الشرعية بالبعث الإسلامي بوجدة
- المدرسة الشرعية عائشة بنت الشاطئ للإناث بوجدة
- المدرسة الشرعية الصفة جناح للإناث وجناح للذكور بوجدة

## الاطباق التقليدية

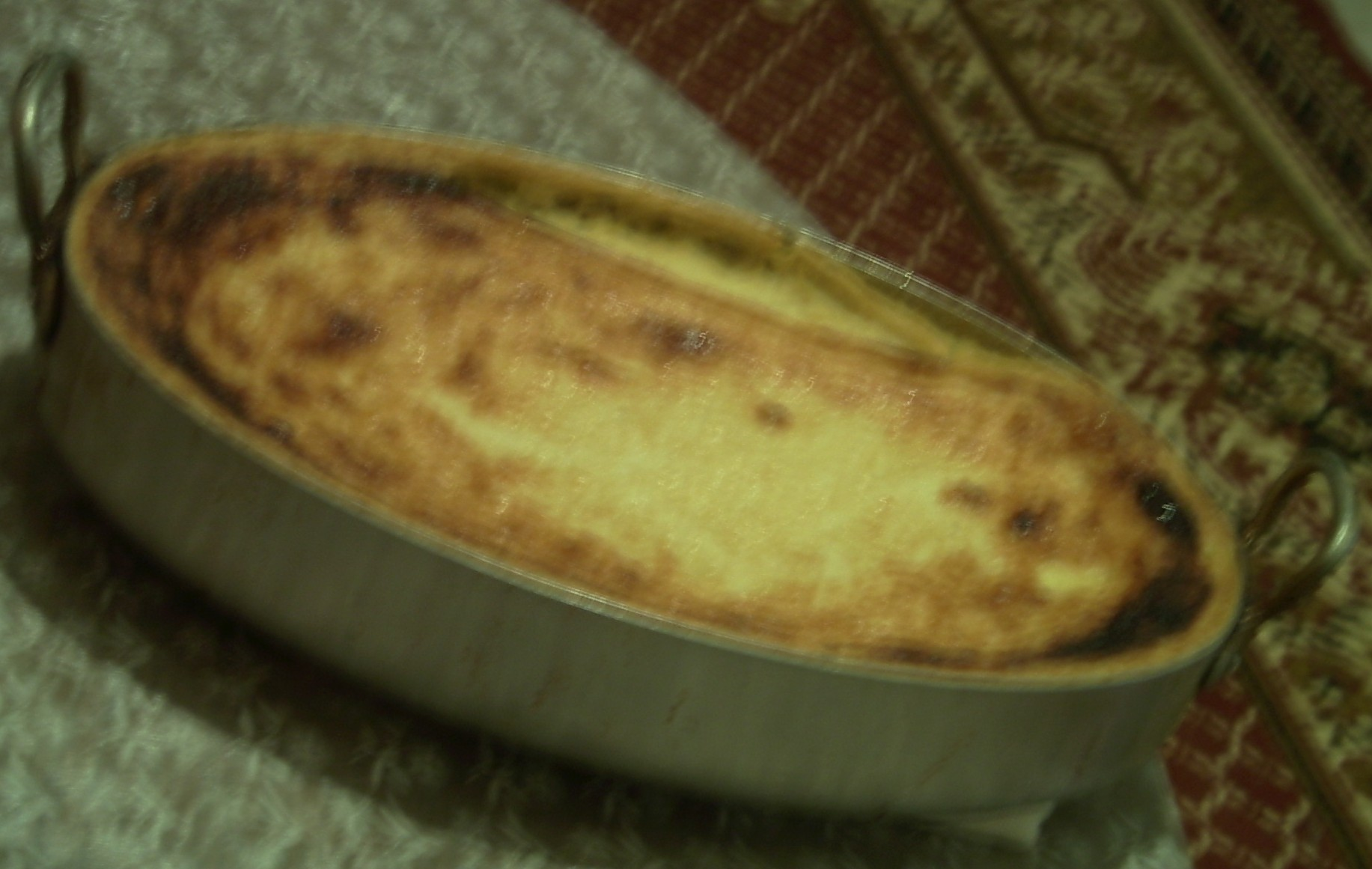
طبق من كران

تتميز بجمع المطبخ المغربي والمطبخ الجزائري مشكلة ذوق خاص بها. زيادة على الاطباق الوطنية التقليدية المشهورة كالحريرة (حساء), الكسكس (في وجدة يسمى طعام) بالزبيب (العنب الجاف), تتميز وجدة بأكل خاص في الاختصاصات التي تتبع:
فطور الصباح:
- زميطه، خرينجو، مبسس (الحرشة), تاقنته.

وجبات:
- الكبدة، كليله، لخليع، سيكوك مع اللبن، خبيز، بوبوش.

اطباق رئيسية:
| - البكبوكة - فول مفور - كران - الكرعين | - الكرشة - تشيشه - الجرعة بسيبسي - لوبيه غريني |

البكبوكة (كرشة مقطعة على شكل أكياس متوسطة الحجم. وقليل من الكبد والأمعاء والرئة المسلوقة وشحم).
حلويات وفواكة:
- كعك، الزلابية، غريوش، غريبية، كرموس، هندية، مقروط.

## رياضة
بالمدينة عدة ملاعب رياضية أبرزها الملعب الشرفي وعدة قاعات مغطاة، كما تتمتع بحلبة للفروسية وملاعب تنس ومسابح كثيرة.
ويوجد في مدينة وجدة من أقدم النوادي الرياضية المغربية منها:

### في كرة القدم

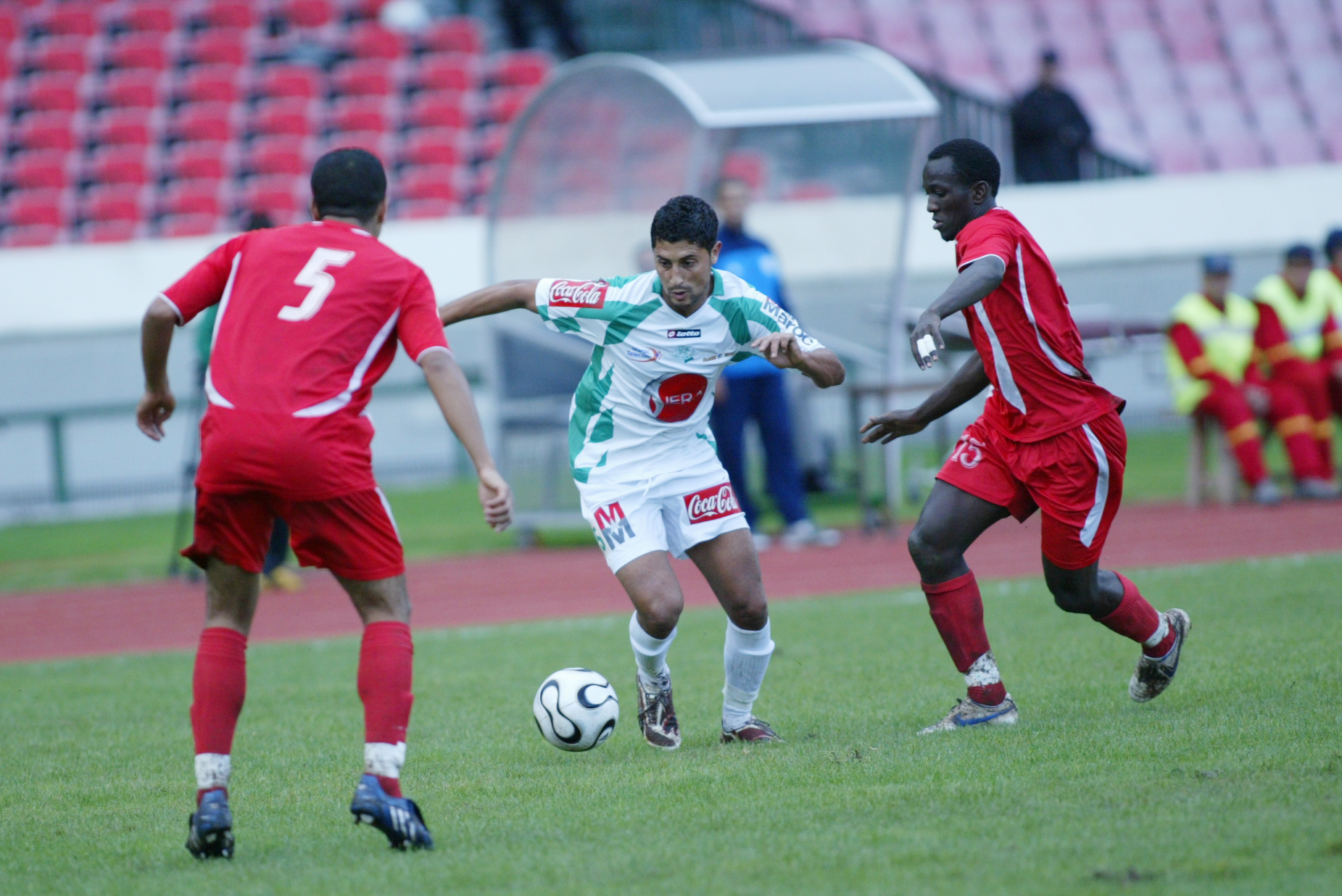
مقابلة بين مولودية وجدة والرجاء البيضاوي، 2 نوفمبر 2008

مولودية وجدة أول كأس عرش سنة 1957 كان للمولودية الشرف أن يستقر بخزانتها بعد انتصارها على نادي الوداد الرياضي بالدار البيضاء.في سنة 1958 ثاني كأس عرش، لم تفلت أيضا من أيدي المولودية، بعدما فازت على الوداد بوسط البيضاء بهدفين لواحد، لتضم كأسا غالية ثانية لرصيدها. في سنة 1959 المولودية بالنهائي الثالث على التوالي ضد نادي الجيش الملكي بالرباط انهزمت المولودية بهدف يتيم. في السنة الموالية 1960 المولودية بالنهائي الرابع على التوالي ضد الفتح الرباطي، المولودية تنتصر وتضم الكأس الثالث لخزانتها، النهائي الذي حضره محمد الخامس رفقة الملك الأردني الحسين بن عبد الله. في سنة 1962 لعبت المولودية النهائي الخامس ضد الكوكب المراكشي وفازت بهدف لتضيف كأسا رابعة لخزانتها.غابت المولودية لتعود سنة 1972 متوجه بكأس المغرب العربي، وتتوج سنة 1975.
الاتحاد الإسلامي الوجدي تأسس سنة 1959 ويعد النادي الثاني في المدينة، ويشكل مع مولودية وجدة قطبي كرة القدم في المدينة.

### في الرجبي
الاتحاد الرياضي الوجدي تأسس سنة 1928، يعد من أقوى الفرق المغربية في رياضة رجبي، حاصل على عدد كبير من الكؤوس والتتويج في البطولة الوطنية للرجبي. من صفوفه خرج عميد الفريق الوطني الفرنسي للرجبي عبد اللطيف بن عزي.

### رياضات أخرى
في الخمسينيات والستينيات من القرن الماضي برز في وجدة ملاكمون كبار شاركوا في بطولات دولية في فرنسا، إسبانيا، تونس ومصر. كما تعرف المدينة وجود عدد كبير من النوادي في الرياضة كاراتيه كيوكوشينكاي التي حصدت العديد من الألقاب في بطولات المغرب.

## شخصيات ولدت بمدينة وجدة
- مصطفى بن حمزة عالم مغربي.
- عبد العزيز بوتفليقة، الرئيس السابق للجمهورية الجزائرية.
- شكيب خليل، شغل منصب رئيس منظمة أوبك ووزير الطاقة والمناجم الجزائري ورئيسا لشركة سوناطراك.
- محمد بشاري، امين عام المؤتمر الإسلامي الأوروبي وعميد معهد ابن سينا بليل بفرنسا وأول مغربي حاور بابا الفاتكان وعضو مجمع الفقه الإسلامي الدولي بجدة.
- توفيق حجيرة وزير السكن والتعمير في المغرب.
- مولاي عبد الله زندافو، شيخ الطريقة القادرية الجيلانية بالمغرب.
- سعيد المهداوي عالم خريج القرويين، وإمام المسجد الأعظم.
- عبد اللطيف بن عزي عميد الفريق الوطني الفرنسي للرغبي.
- طالبية بالهواري، سياسية وبرلمانية بلجيكية.
- فؤاد العروي، كاتب هولندي.
- سعاد رزوق، برلمانية في لوكسمبورغ.
- موريس ليفي، رجل أعمال فرنسي وعضو المجلس المؤسس للمنتدى الاقتصادي العالمي.
- قاسم جداين، صحفي إذاعي.
- بدر المقري، باحث ومؤرخ وأكاديمي مغربي.
- عبد الكريم بوفرة، باحث ولساني وأكاديمي مغربي.

## المُدن المُتوأمة
- جده، السعودية. منذ 1982.[66]
- سرت، ليبيا.
- ليل، فرنسا.[67]
- اكس ان بروفنس، فرنسا.
- تروبريدج، المملكة المتحدة.[68] منذ 2006، (تعتبر أول توأمة لبلدة بريطانية مع مدينة عربية أو إسلامية).
- الخور والذخيرة ، قطر.[69] منذ 2006.
- غرونوبل ، فرنسا.[70] منذ 2012.

## معرض الصور

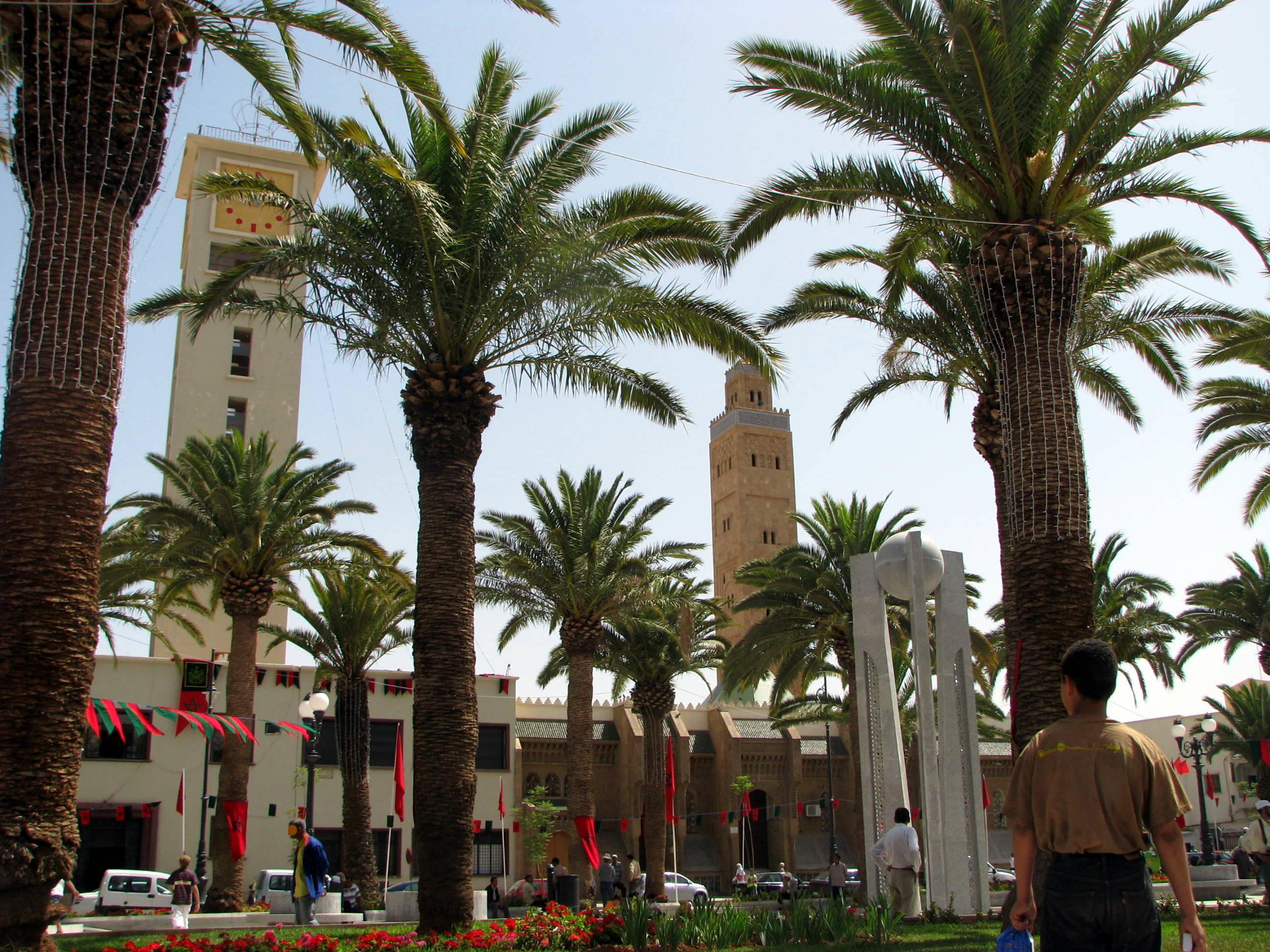
ساحة بالقرب من البلدية
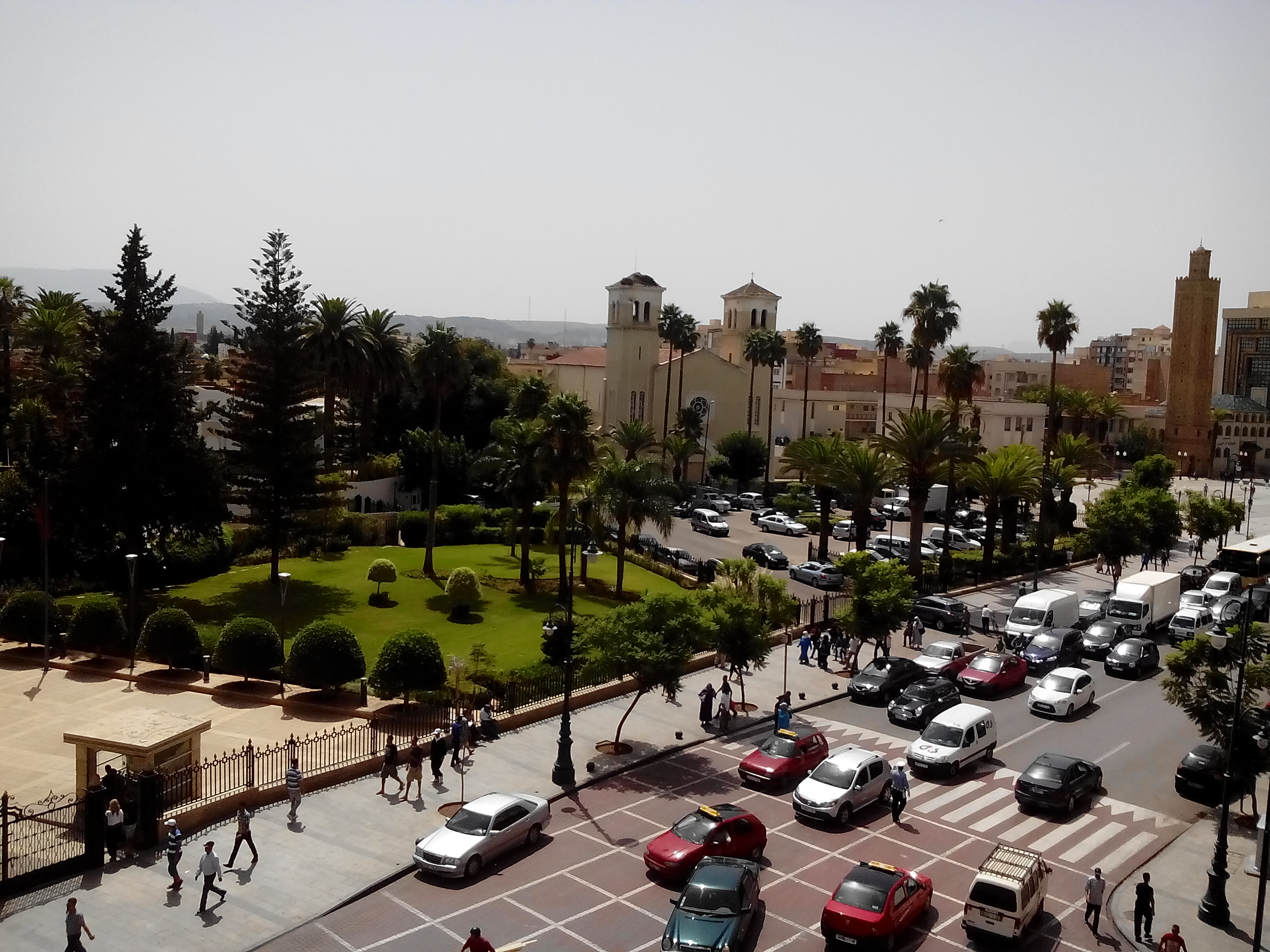
منظر عام لجانب من شارع محمد الخامس
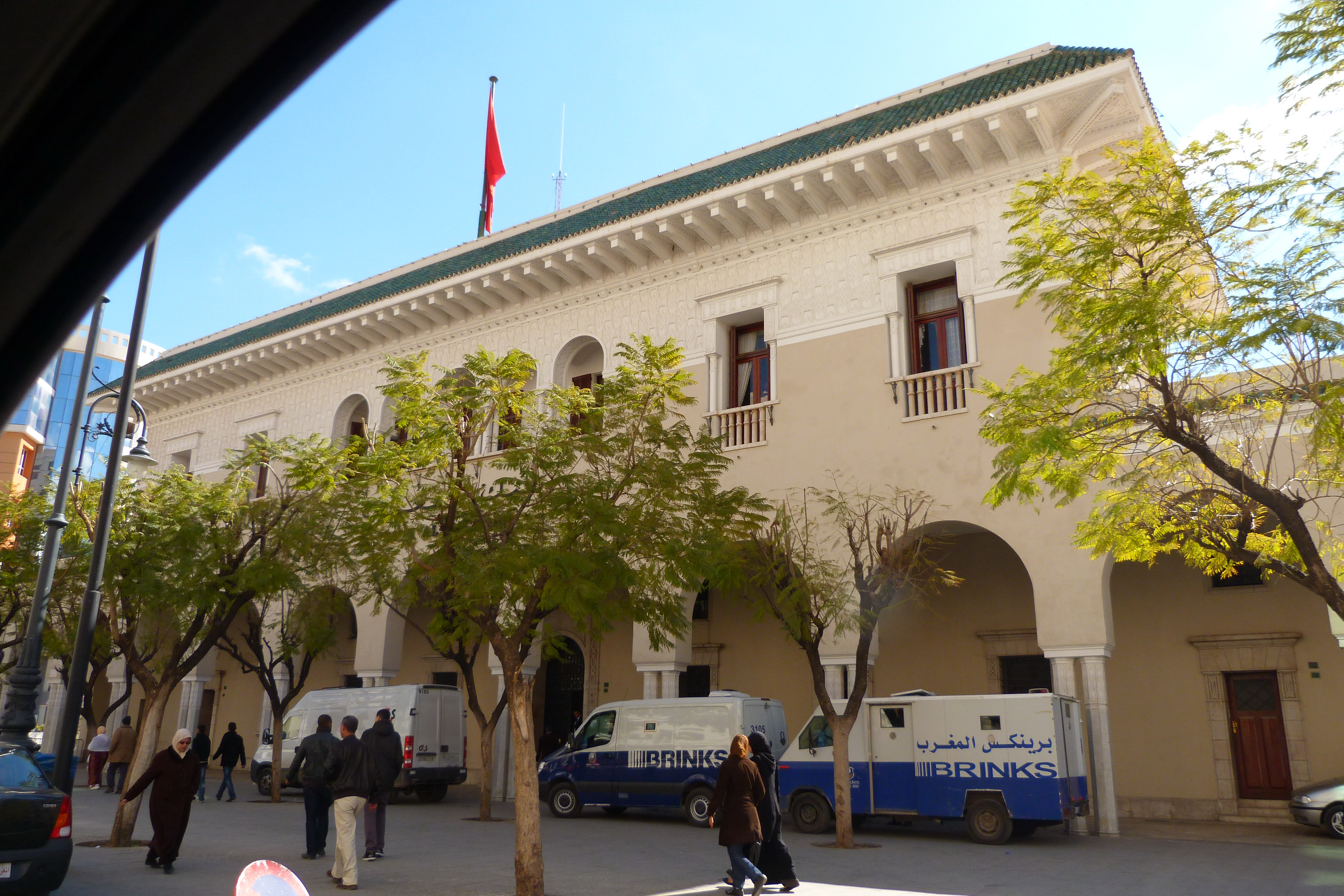
بنك المغرب بوجدة
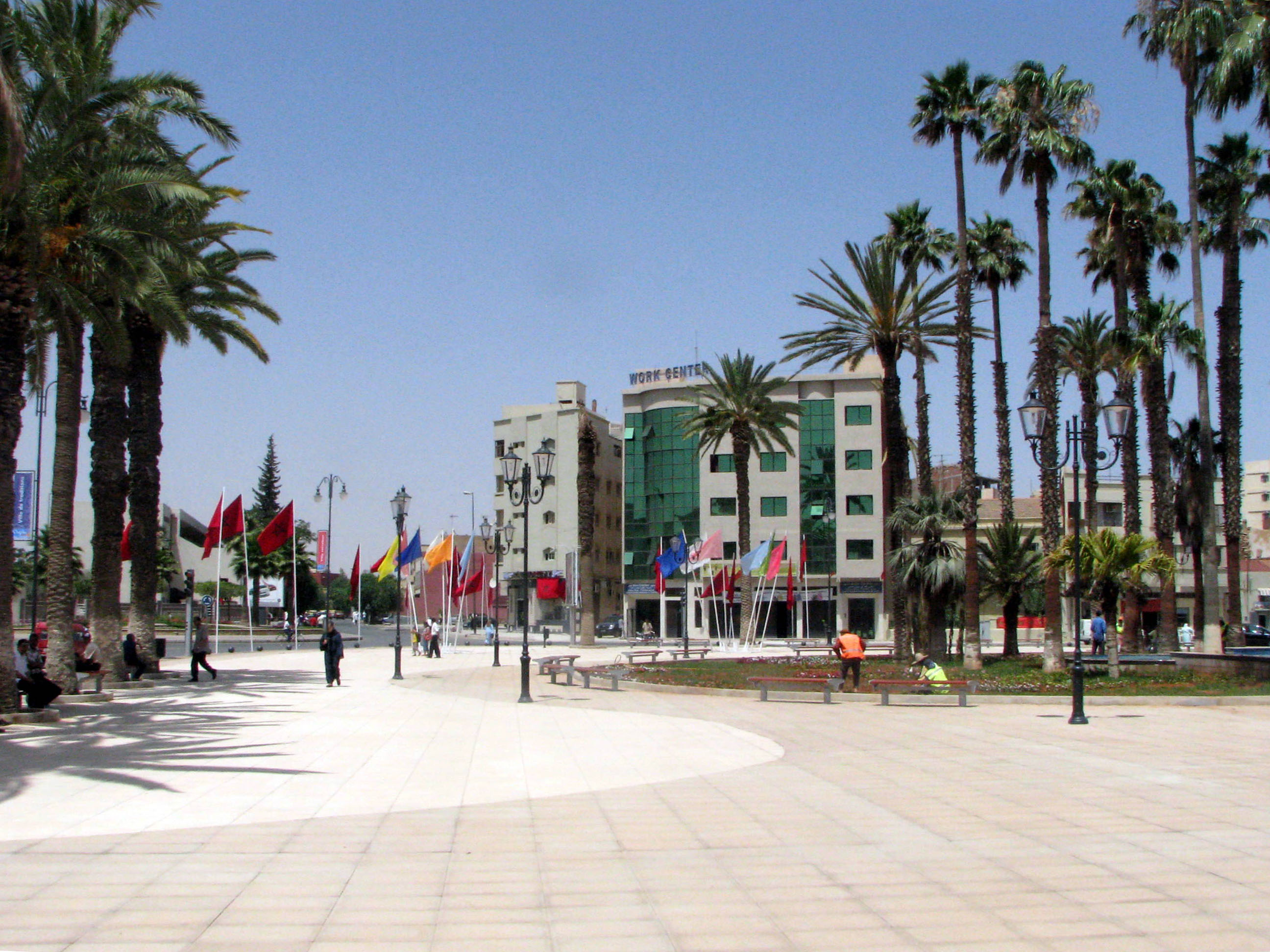
ساحة باب الغربي
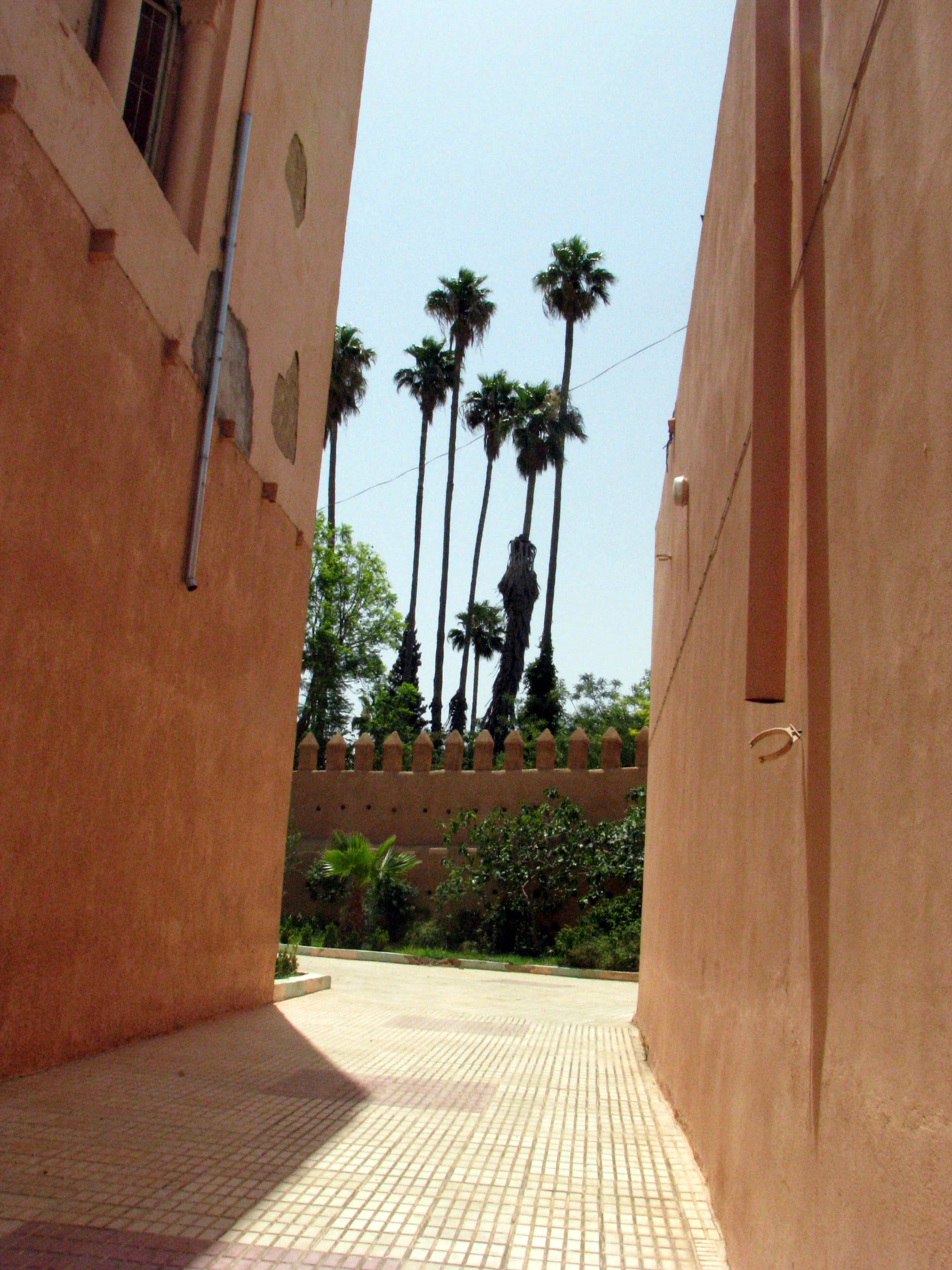
المدينة القديمة
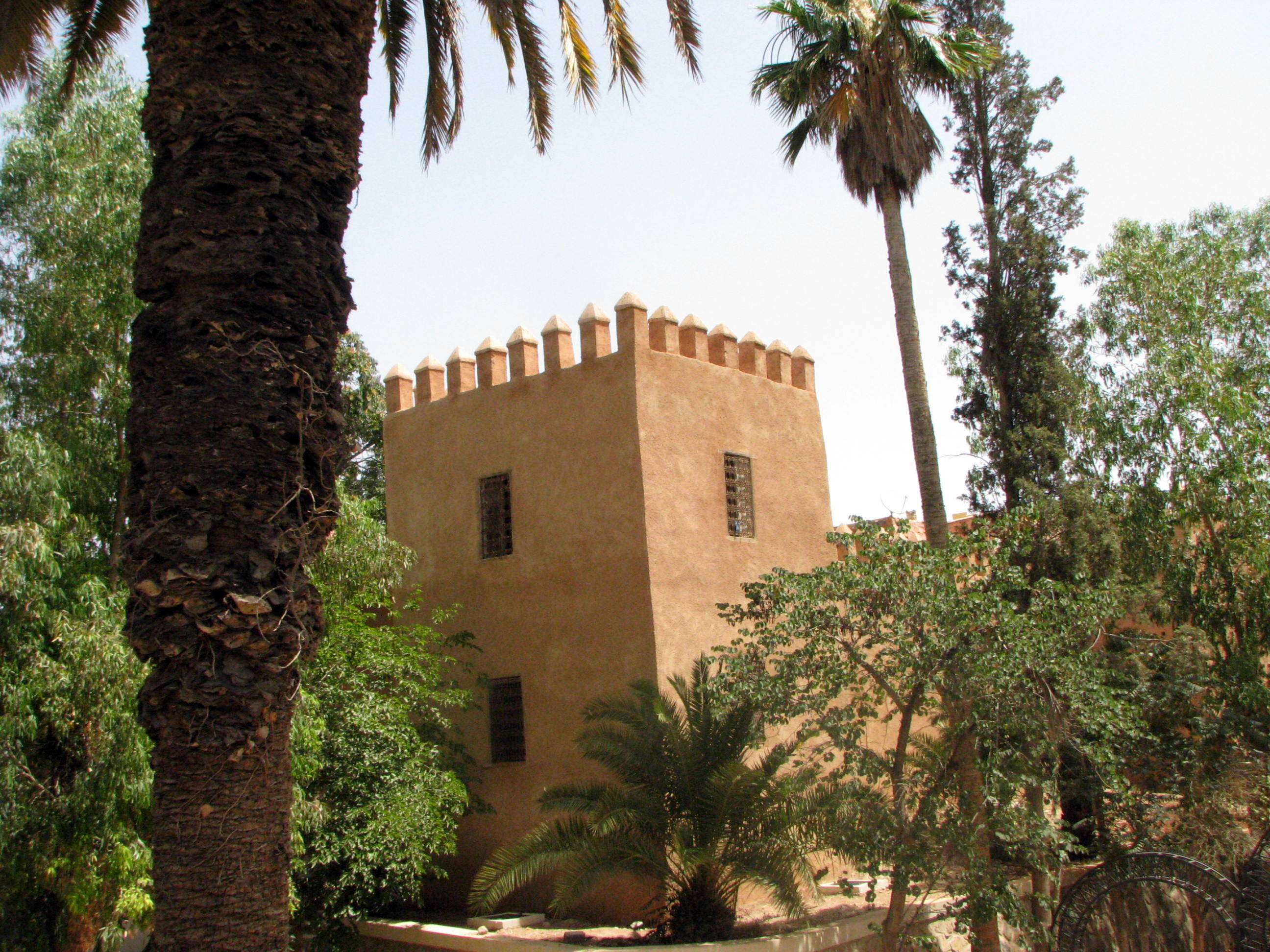
حديقة لالة مريم
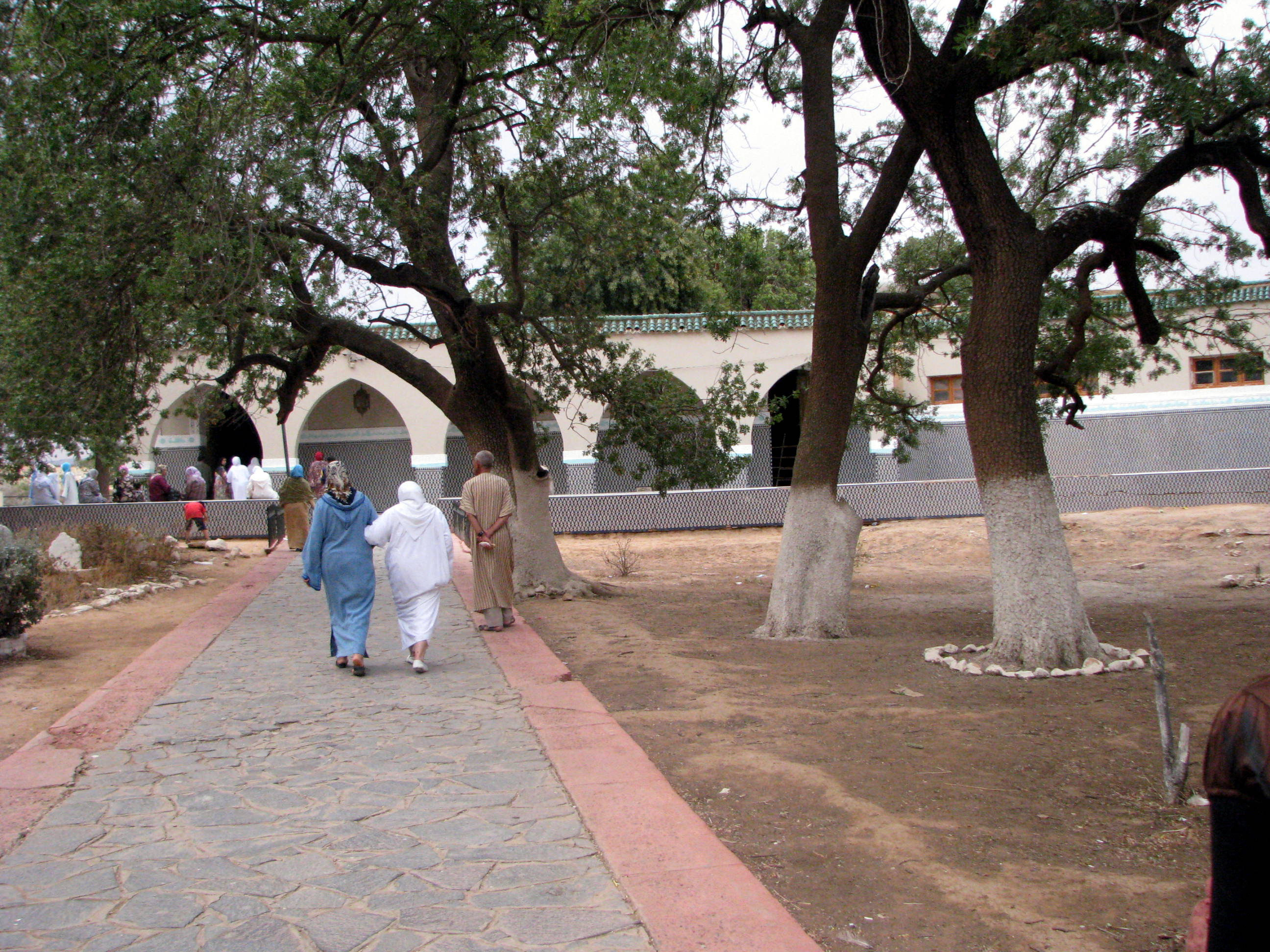
واحة سيدي يحيى
صومعة مقر البلدية

## وصلات خارجية
- وجدة البوابة جريدة الأخبار ومستجدات مدينة وجدة.
- وجدة أوريجينــال موقع إخباري 100% وجدي.
- وجدة سيتي موقع إخباري.
- الشرقية جريدة إلكترونية محلية.
- السند موقع جريدة السند الإخبارية.
- غرفة التجارة والصناعة والخدمات لوجدة
- الوكالة الحضرية لوجدة.
- l'Agence de l'Oriental
- المركز الجهوي للاستثمار
- البوابة المغربية الكبرى وجدة البوابة+جرائد إلكترونية تابعة للبوابة